# Могадішо
Могадішо (Мо(г/ґ)адіш(у/о), сомалійське Muqdisho مقديشو «Палац шаха») — столиця Сомалі, адміністративний центр області Бенадір, найбільше місто країни, що є також її культурним, фінансовим і індустріальним центром.

## Етимологія
Назва Могадішо походить з перського Maq'ad-i-Shah (مقعد شاه), що означає «місце, де знаходиться шах». Це є відображенням раннього перського впливу на місто. Місто також відоме під давньою назвою Хамар (англ. Hamar).

## Географічне розташування і населення
Географічні координати Могадішо — 2°02′ пн. ш. 45°21′ сх. д. / 2.033° пн. ш. 45.350° сх. д.
Річка Вебі-Шабелле, що тече з Ефіопії, протікає поблизу міста, за 30 км від Індійського океану, і повертає на південний захід. Шабелле зазвичай пересихає у період між лютим і березнем, у решту року використовується для іригації плантацій цукрової тростини, бавовнику і бананів, які розташовані в околицях міста.
Населення Могадішо (переважно сомалійці) — 2,12 млн жителів (2015).

### Клімат
| Клімат міста                               | Клімат міста | Клімат міста | Клімат міста | Клімат міста | Клімат міста | Клімат міста | Клімат міста | Клімат міста | Клімат міста | Клімат міста | Клімат міста | Клімат міста | Клімат міста |
| Показник                                   | Січ.         | Лют.         | Бер.         | Квіт.        | Трав.        | Черв.        | Лип.         | Серп.        | Вер.         | Жовт.        | Лист.        | Груд.        | Рік          |
| Абсолютний максимум, °C                    | 39,5         | 39,5         | 37,3         | 39,8         | 34,9         | 33,0         | 34,3         | 36,0         | 36,0         | 37,0         | 39,0         | 37,3         | 39,8         |
| Середній максимум, °C                      | 30,2         | 30,2         | 30,9         | 32,2         | 31,2         | 29,6         | 28,6         | 28,6         | 29,4         | 30,2         | 30,6         | 30,8         | 30,2         |
| Середня температура, °C                    | 26,6         | 26,9         | 28,0         | 28,9         | 28,2         | 26,7         | 25,4         | 25,9         | 26,5         | 27,3         | 27,5         | 26,9         | 27,1         |
| Середній мінімум, °C                       | 23,0         | 23,4         | 24,9         | 25,6         | 24,9         | 23,7         | 23,1         | 23,0         | 23,4         | 24,3         | 24,2         | 23,5         | 23,9         |
| Абсолютний мінімум, °C                     | 19,0         | 19,2         | 19,4         | 18,0         | 18,4         | 18,0         | 16,8         | 18,0         | 18,0         | 17,5         | 16,2         | 16,5         | 16,2         |
| Середня кількість сонячних годин на місяць | 266,6        | 251,4        | 282,1        | 261,0        | 272,8        | 219,0        | 226,3        | 254,2        | 264,0        | 266,6        | 261,0        | 257,3        | 3082,3       |
| Норма опадів, мм                           | 0            | 0            | 8            | 61           | 61           | 82           | 64           | 44           | 25           | 32           | 43           | 9            | 428          |
| Днів з опадами                             | 0,3          | 0,1          | 0,6          | 4,8          | 6,7          | 12,7         | 13,3         | 10,2         | 4,9          | 3,9          | 4,1          | 1,5          | 63,0         |
| Вологість повітря, %                       | 78           | 78           | 77           | 77           | 80           | 80           | 81           | 81           | 81           | 80           | 79           | 79           | 79           |
| ------------------------------------------ | ------------ | ------------ | ------------ | ------------ | ------------ | ------------ | ------------ | ------------ | ------------ | ------------ | ------------ | ------------ | ------------ |
| Джерело: Deutscher Wetterdienst            |              |              |              |              |              |              |              |              |              |              |              |              |              |

## Історія
Ще за давнини у місці розташування сучасного Могадішо перетиналися важливі торговельні шляхи. Місто засноване у кін. IX — поч. Х ст.ст. арабами як опорний пункт їхньої колонізації східноафриканського узбережжя.

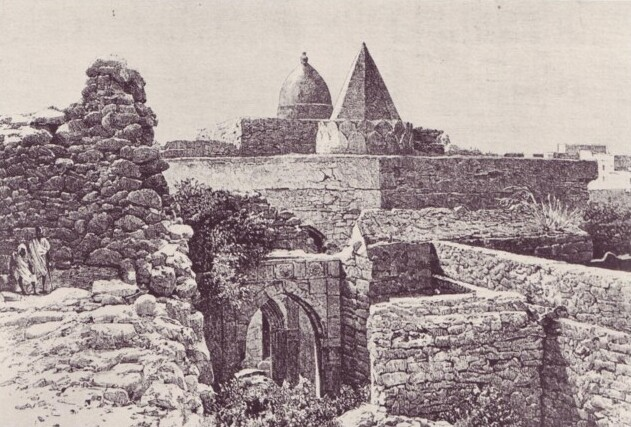
Мечеть Факр-ад-Дін, 1882

На XI—XIV ст.ст. припадає період бурхливого розвитку міста, встановлення постійних контактів з містами суахілі і колоніями арабів у Східній Африці, арабськими містами Аравійського півострова. Могадішо був значним осередком работоргівлі у Східній Африці, також з нього вивозились деревина, слонова кістка, перламутр, залізо тощо. З цього періоду вціліла мечеть Факр-ад-Дін (збудов. бл. 1269).
У XVI ст. Могадішо перебував під контролем Португалії.
З XVII ст. Могадішо — під владою Оману, з XIX ст. (1871) — Занзібару. У палаці Гареси, зведеному наприкінці XIX ст. для намісника султана Занзібару зараз містяться музей і бібліотека.
У 1892 році султан Занзібару під тиском передав місто в управління Італії. З 1905 року Могадішо — адміністративний центр колонії Італійське Сомалі.
Під час Другої світової війни місто окуповане англійцями (26 лютого 1941 року).
У 1950—1960 Могадішо — адміністративний центр італійської підопічної території Сомалі.
З 1960 року Могадішо — столиця незалежного Сомалі.

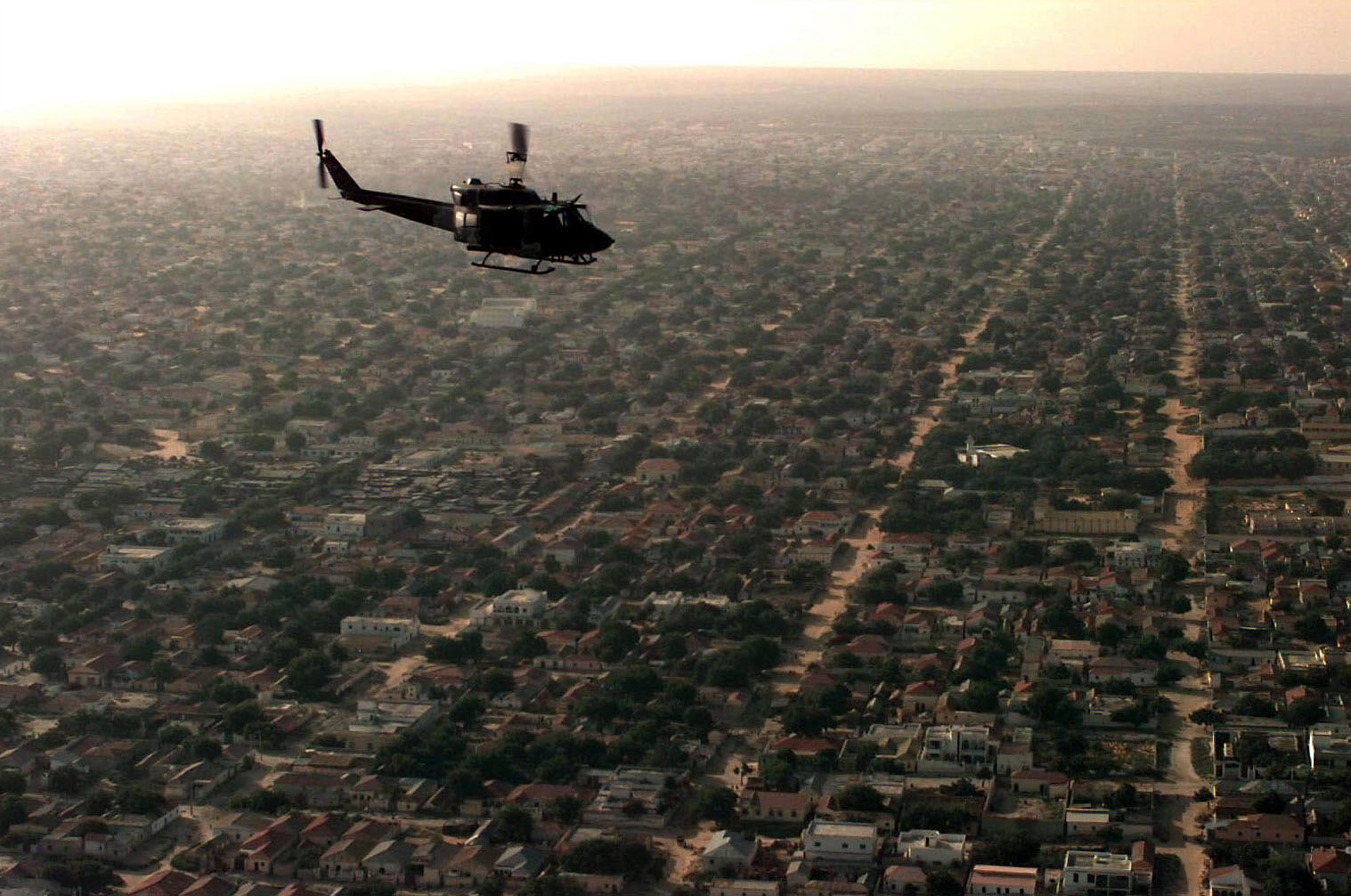
Вид на Могадішо з повітря на тлі гелікоптера ВПС США, грудень 1992

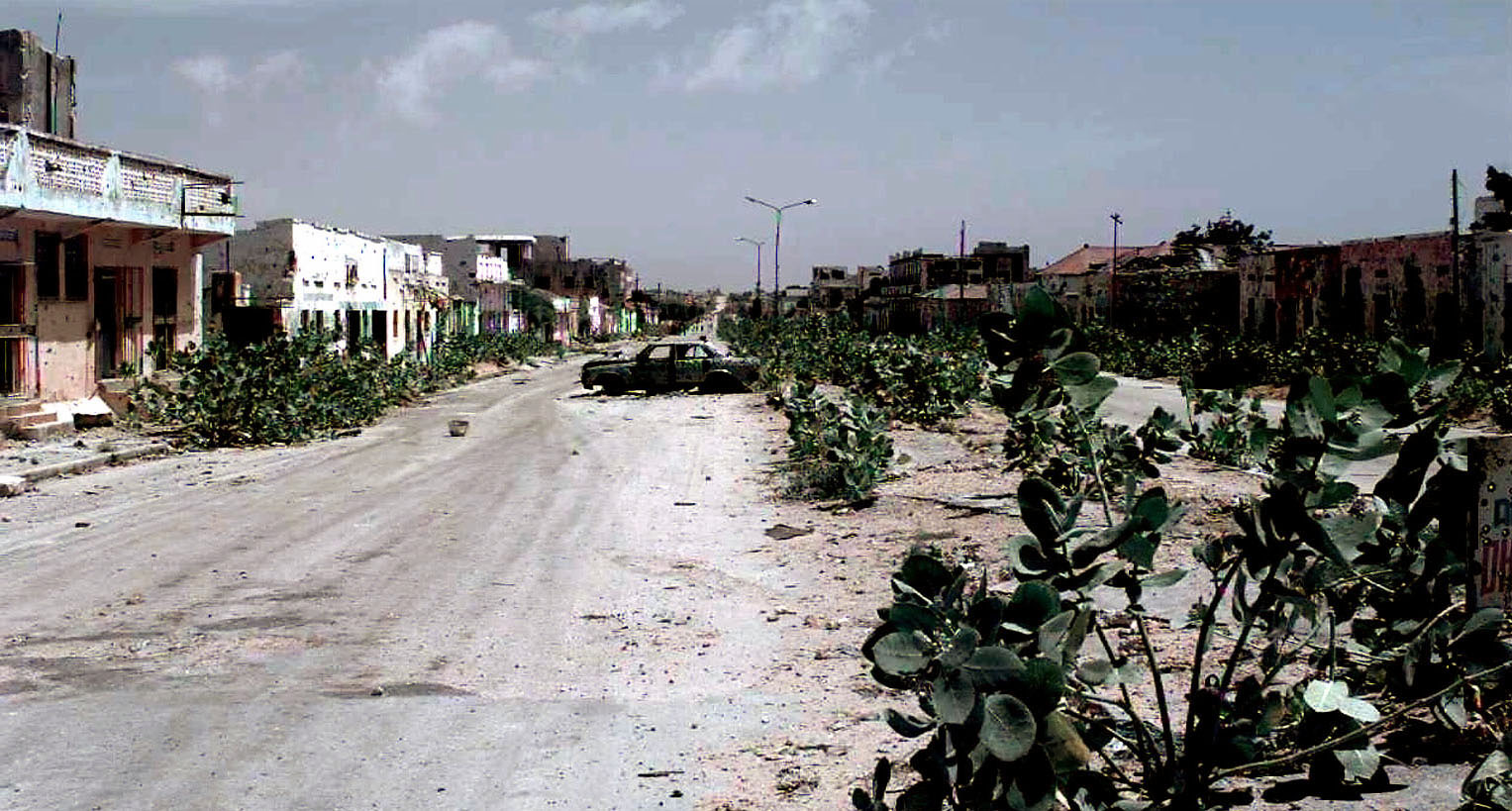
«Зелена лінія» — центральна вулиця Могадішо, за якою місто було розділено на дві частини під час громадянської війни, січень 1993

Історія Сомалі 1960-90 рр. знала лише короткотривалі періоди спокійного розвитку, і переважно являє безперервну громадянську війну, яка активізувалася на поч. 1990-х.
У 1990 році загони повстанців на чолі з Мохамедом Фарахом Айдідом увійшли в місто і захопили його, змусивши чинного президента Мохаммеда Сіада Барре зректися посади президента.
У місті, як і в країні в цілому розпочалася виснажлива і кривава боротьба за владу. У жорстких збройних сутичках 1991-92 рр. потерпіла значна частка міста. У Могадішо була зруйнована економіка, не працювали школи, закрився Національний університет. Країну заполонили тисячі напівголодних біженців.
9 грудня 1992 року біля Могадішо висадився військовий контингент США для підготовки зайняття території Збройних сил ООН. Миротворча операція в Сомалі досягла певних результатів, і 3 березня 1995 року з країни було повністю виведено війська ООН. У самому Сомалі генерал Айдід проголосив себе у червні цього ж 1995 року президентом, однак за рік помер.
У наступні роки в країні встановилась тривка рівновага, хоча громадянська війна не припинилась і спалахнула з новою силу в середині 2000-х рр. Так, у 2006 році відбулися нові бої за Могадішо між міліцією та Союзом польових командирів Сомалі.
Ареною жорстокої боротьби із сотнями жертв серед цивільного населення Могадішо став у березні-квітні та листопаді 2007, а також квітні 2008 років у зв'язку з введенням з боку Ефіопії військ на підтримку чинного слабкого уряду і боями з ісламістськими повстанськими угрупуваннями, які виникли за тим. На початку червня 2008 року спеціальний представник ООН у Сомалі Ахмаду Ульд Абдалла повідомив про підписання мирної угоди між перехідним урядом Сомалі та альянсом опозиційних сил, відповідно до якої бойові дії між урядовими військами та збройними загонами опозиції припиняються на три місяці. Окрім того, впродовж наступних 120 днів із країни будуть виведені ефіопські війська, які були введені на підтримку чинного сомалійського уряду.
Надання гуманітарної допомоги ООН Могадішо утруднене, місто є столицею держави, яку офіційні США вважають осередком міжнародного тероризму через постійні атаки як проти чинної влади, мирного населення, так і іноземців, з боку ісламістських терористів, у тому числі і в Могадішо, а з недавнього часу (кін. 2007 року) — і морських піратів. У Могадішо перебувають 2200 військовослужбовців миротворчих сил Африканського союзу. Існували підстави непокоїтись за нетривкий мир у Могадішо та Сомалі, оскільки частина збройної опозиції не брала участі у переговорах і не має наміру дотримуватися перемир'я. І справді, у 2008—2009 у Могадішо періодично спалахують бої між урядовими військами та ісламістами. Так, від 22 травня 2009 року в місті тривали антиурядові виступи радикального угруповання «Джамаат Аш-Шабааб», яке контролює нині більшу частину країни, у т. ч. були здійснені спроби обстріляти президентський палац. У результаті обстрілу загинули двоє військових з охорони президента та п'ятеро мирних жителів. У відповідь урядові війська відкрили артилерійський вогонь по позиціях екстремістів. За даними правозахисних організацій, жертвами сутичок уже стали понад сто осіб. 14 жовтня 2017 року терористи здійснили в місті два вибухи, жертвами яких стали принаймні 587 осіб, сотні людей отримали поранення.

## Економіка і транспорт

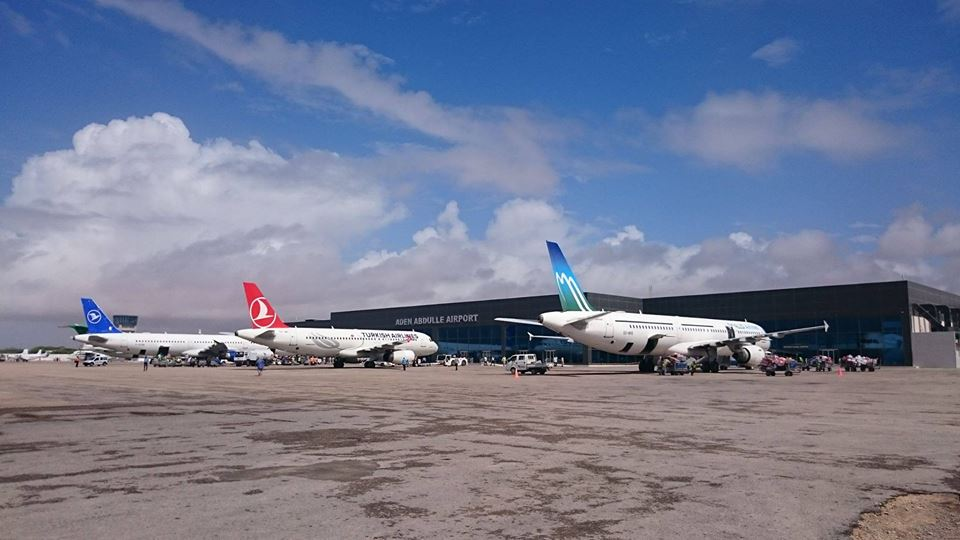
Аеропорт

Громадянська війна майже зруйнувала економічний сектор міста, однак місто лишається основним фінансовим і економічним центром країни.

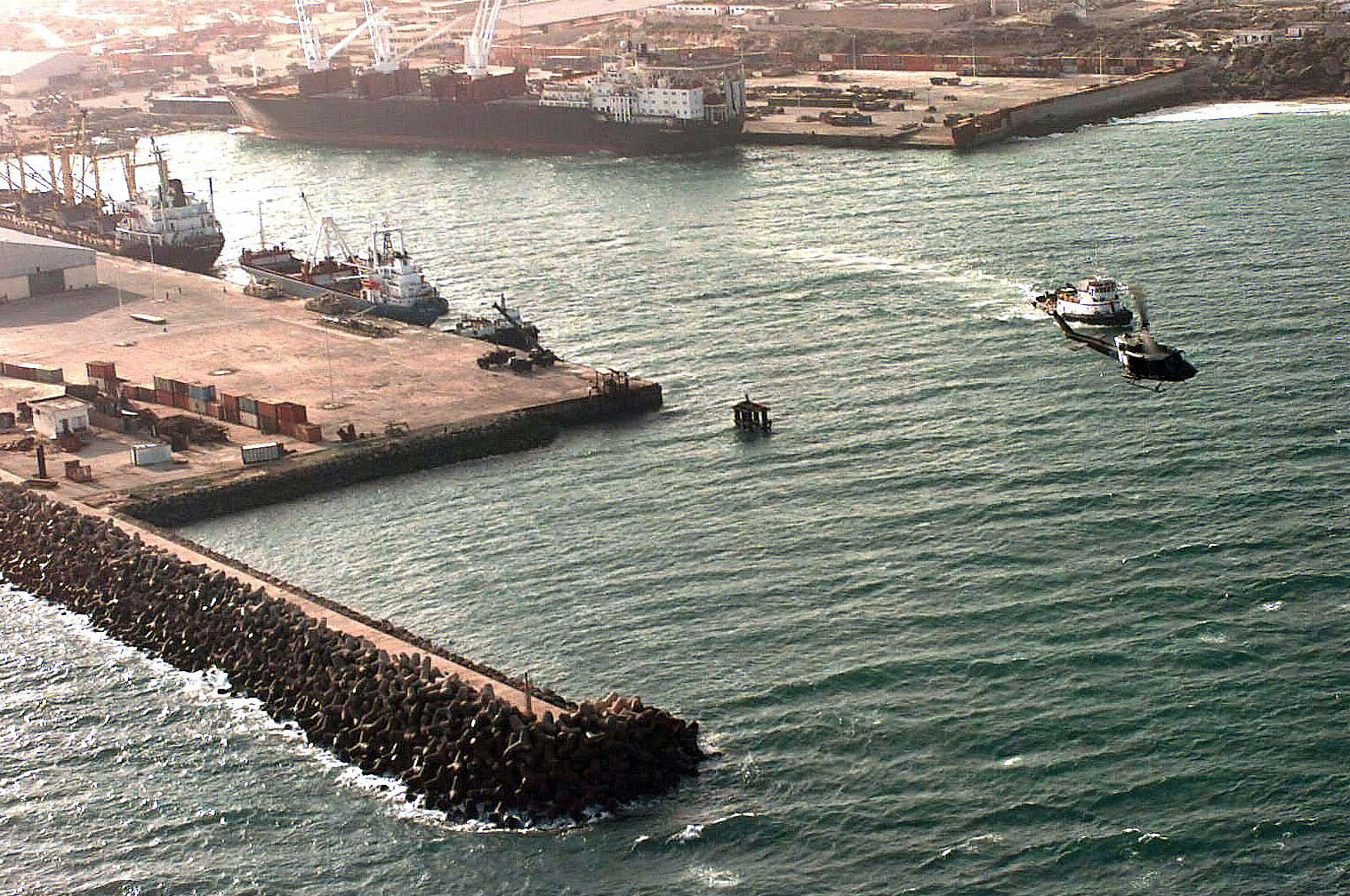
Морський порт Могадішо, 1992

У Могадішо невелика судноверф, незначні підприємства деревообробної, текстильної, шкіряно-взуттєвої і харчової промисловості.
У місті працюють банки, найбільші — Центральний Банк Сомалі (у державній власності) і комерційний Аль-Баракат банк (AL-BARAKAAT BANK), закордонні фінансові операції якого обмежені й блокуються на вимогу США у зв'язку зі звинуваченнями у відмиванні грошей. В Могадішо розташований центральний офіс національного оператора зв'язку — компанії Telcom.
У місті «процвітає» чорний ринок — на центральному базарі Барака можна придбати будь-які товари, у т. ч. і контрабандні. Через відсутність державного контролю (системи офіційного оподаткування як такої) і постійні військові сутички, ведення легального бізнесу є неможливим. Однак Національна компанія з розливу напоїв Сомалі належить міжнародній корпорації «Кока-кола».
Могадішо — порт на узбережжі Індійського океану, вузол автомобільних шляхів — сполучення з Ефіопією та Кенією.
За 8 км на захід від міста розташований міжнародний аеропорт Могадішо.
- Аеропорт

## Освіта, культура і пам'ятки
У місті з перервами діє Національний Університет Сомалі (заснований у 1954 році), коледжі і медресе з вивчення ісламу, у 1970-80 рр. функціонувала Школа мореплавства і рибальства.
У Могадішо працюють культурні заклади — Національна бібліотека і Національний музей.
До пам'яток архітектури та історії належать Старе місто Хаммавейн зі спорудами XIII—XIX ст. і пляжі занедбаного курорту Гезіра.

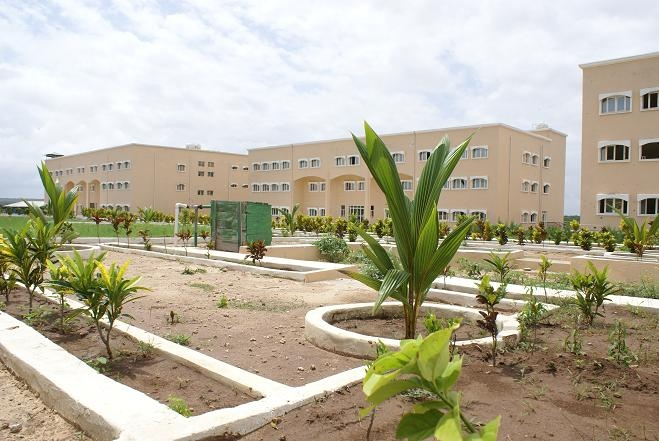
Національний університет в Могадішо
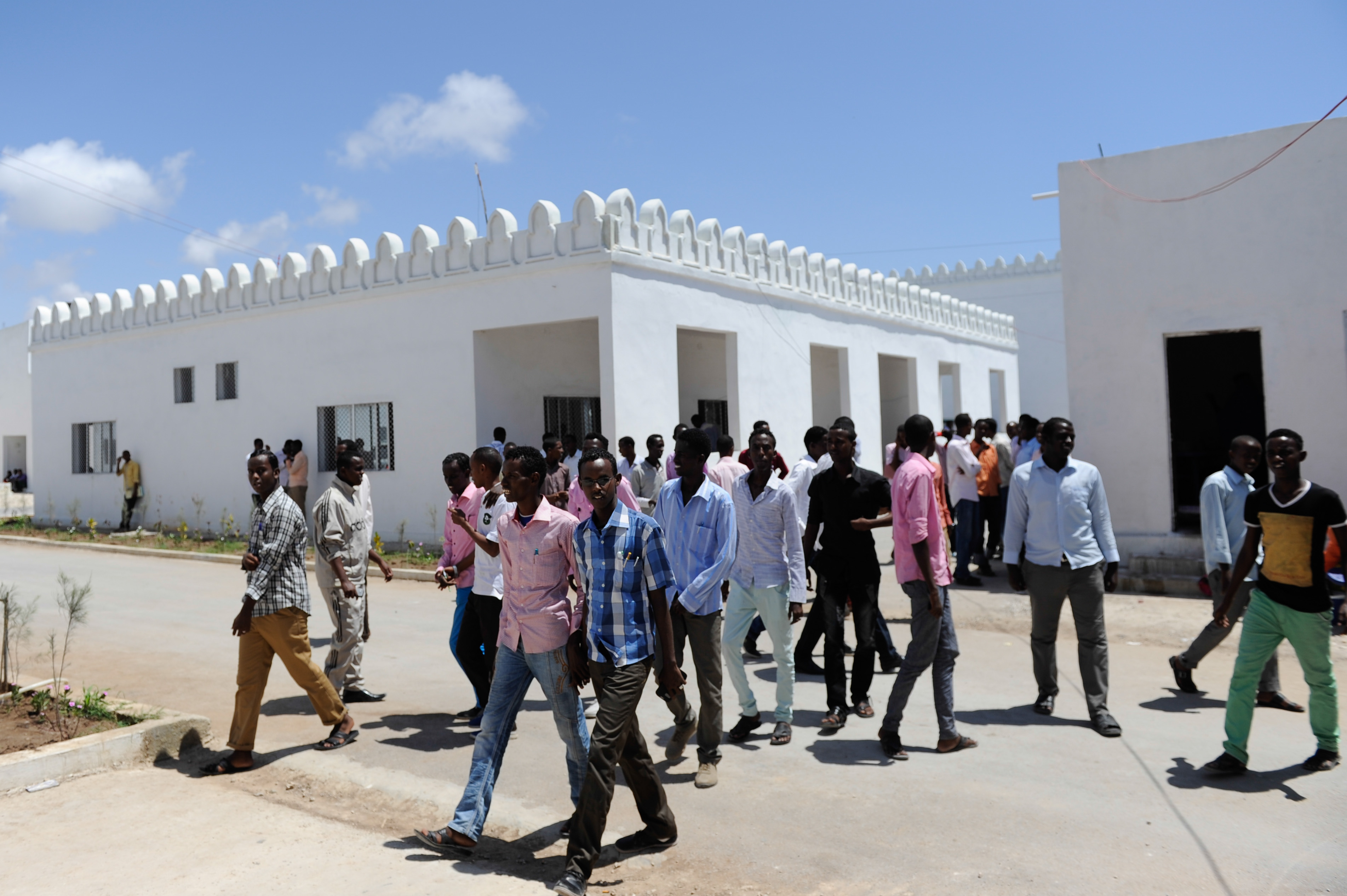
Студенти Національного університету
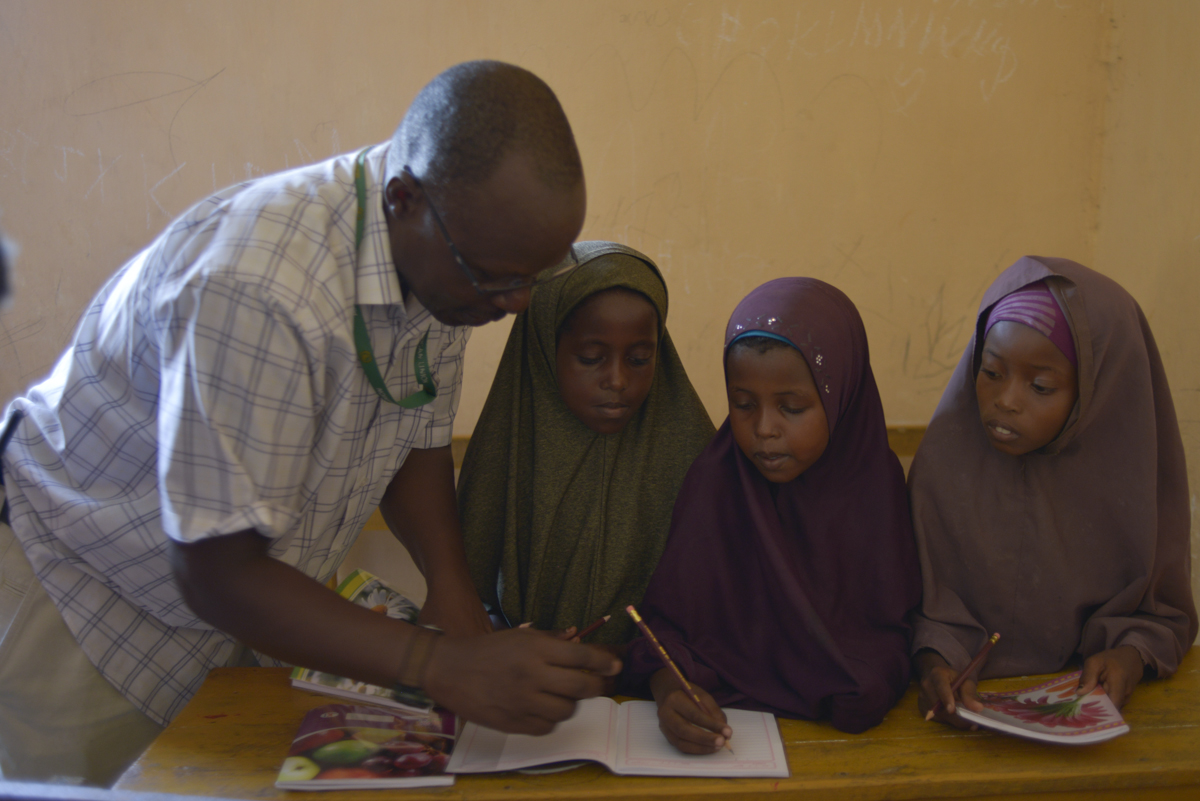
Школа для дівчаток
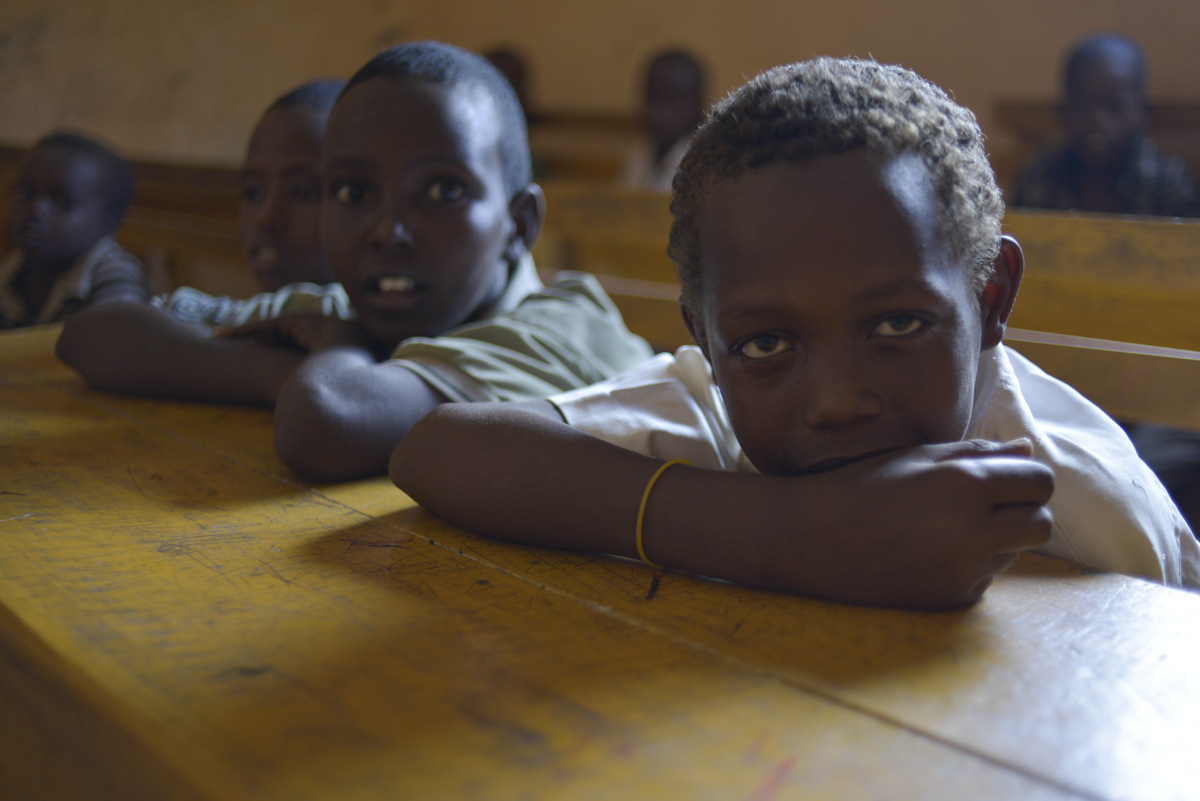
Школа для хлопчиків
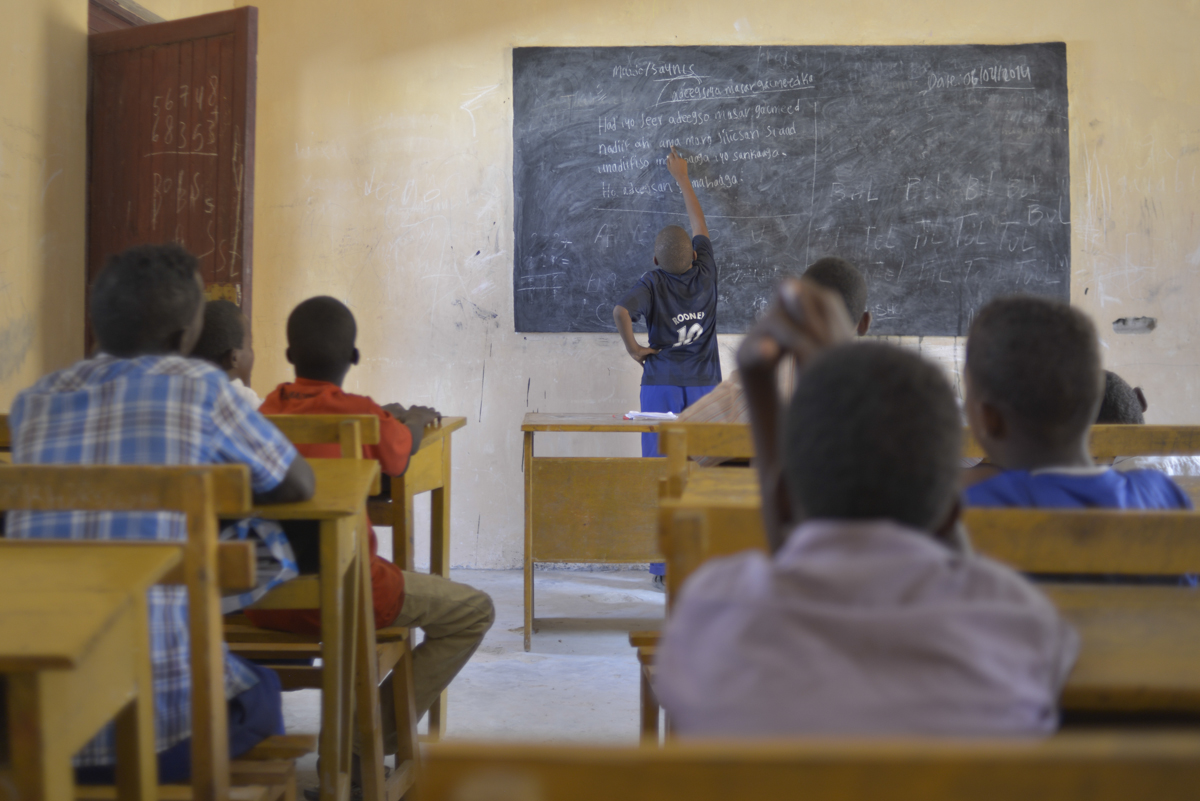
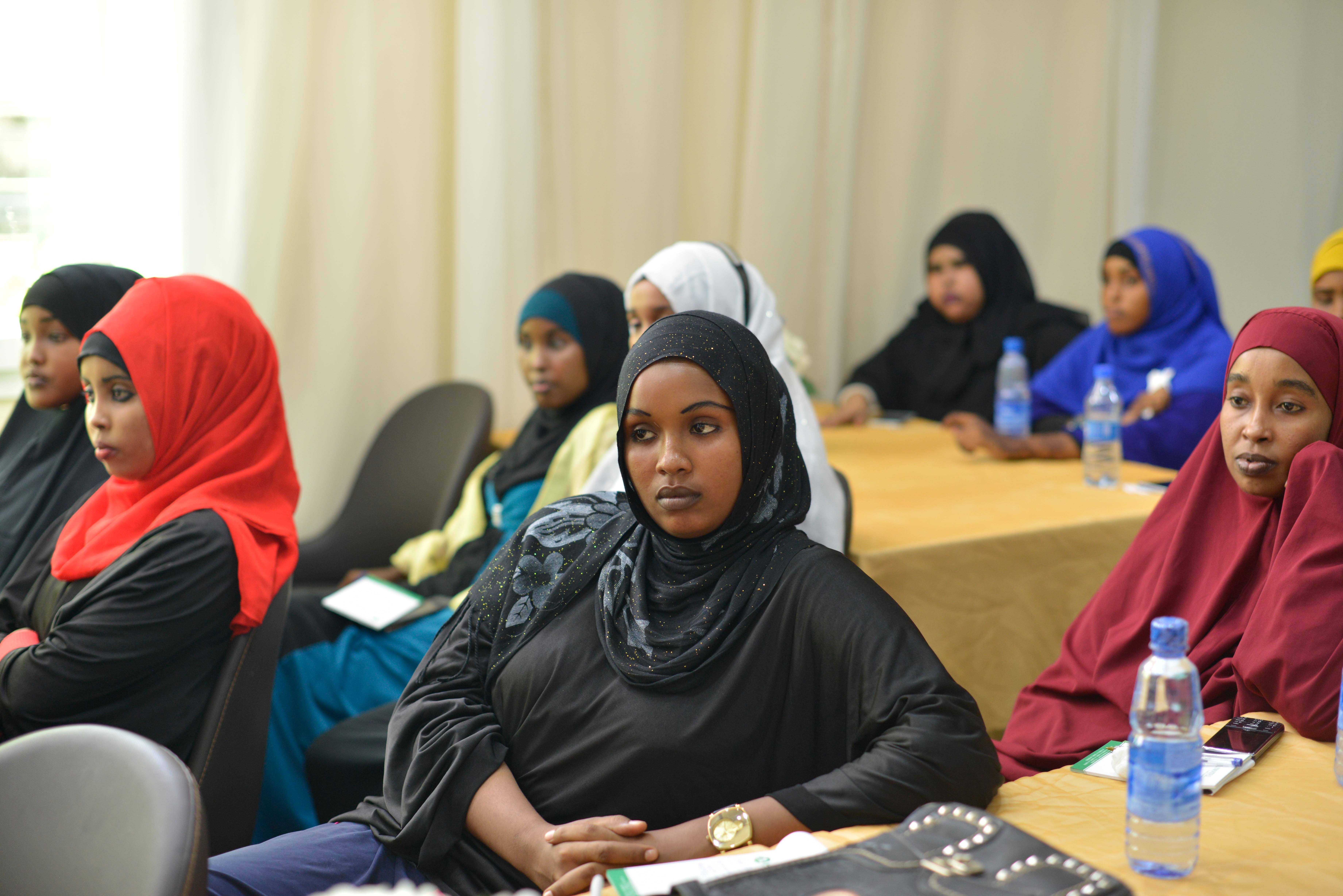
Тренінг для журналістів

## Спорт
У місті є два великих стадіони: Стадіон Могадішу (місткість 65 000 осіб, ремонтується із 2013 року) і діючий Стадіон Баанадір (7500 осіб).

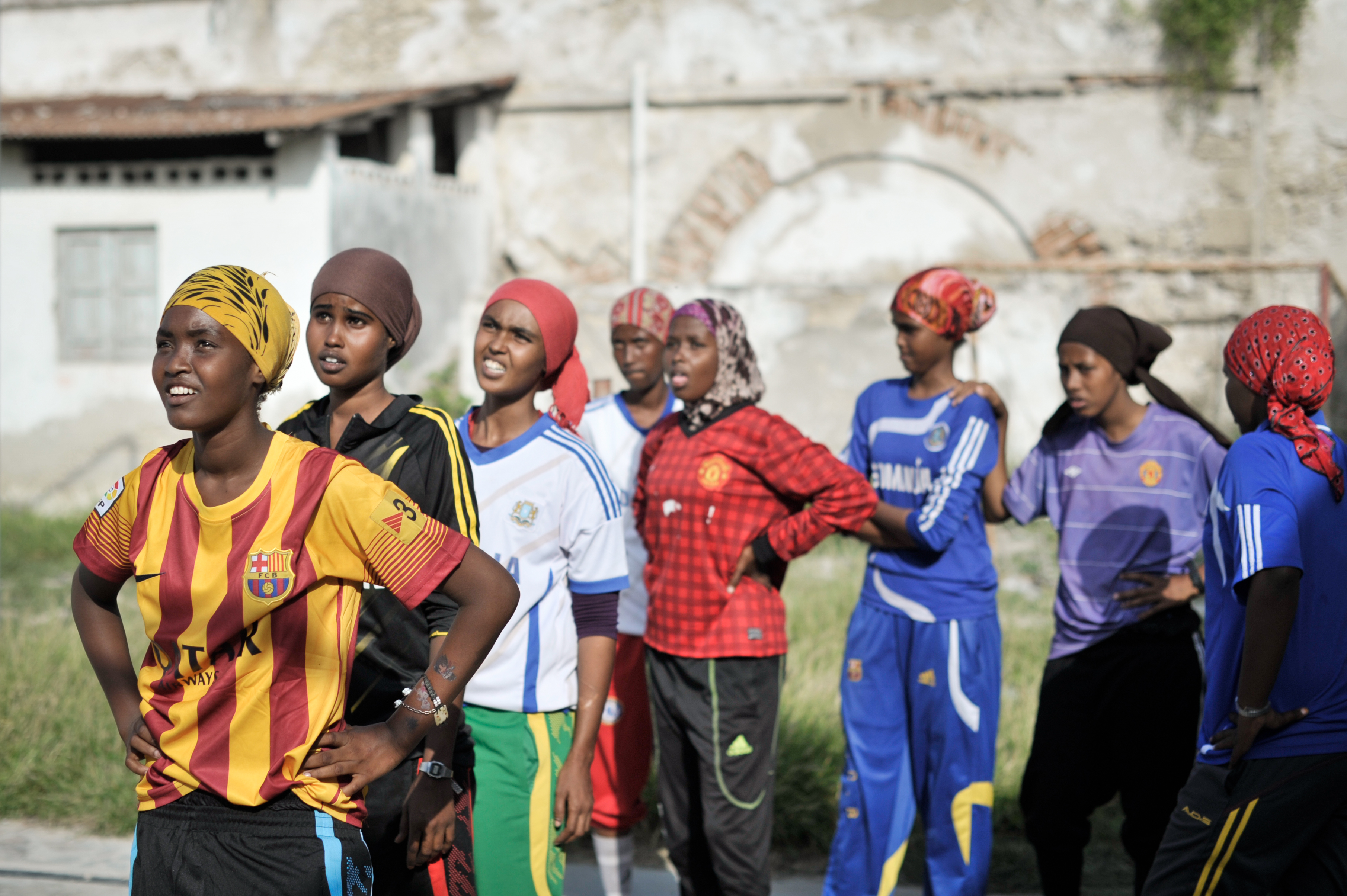
Жіноча баскетбольна команда
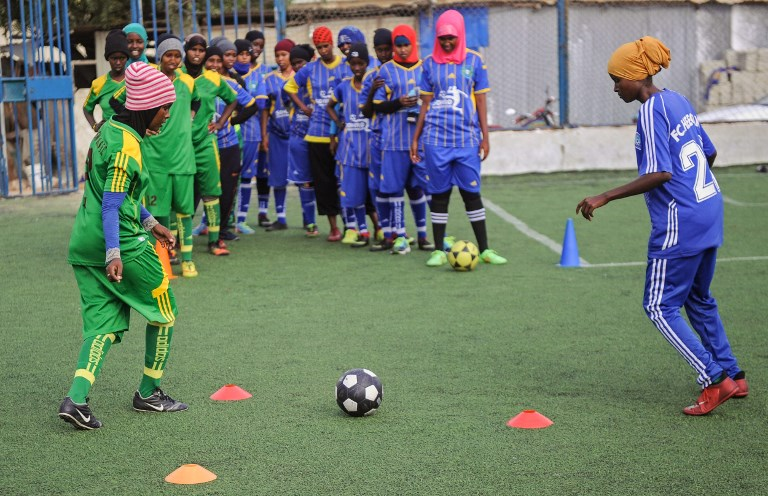
Жіноча футбольна команда
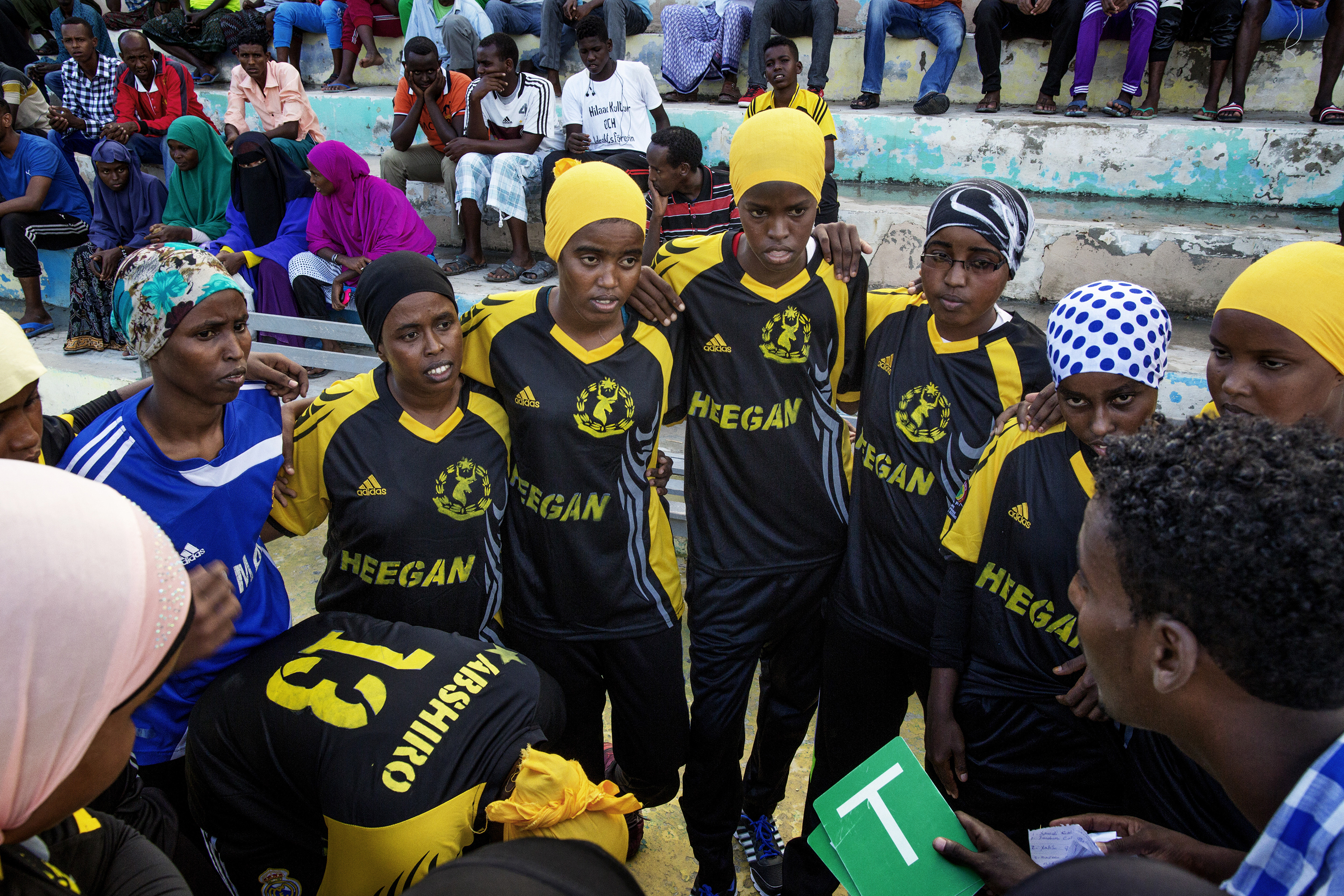
Жіноча гандбольна команда
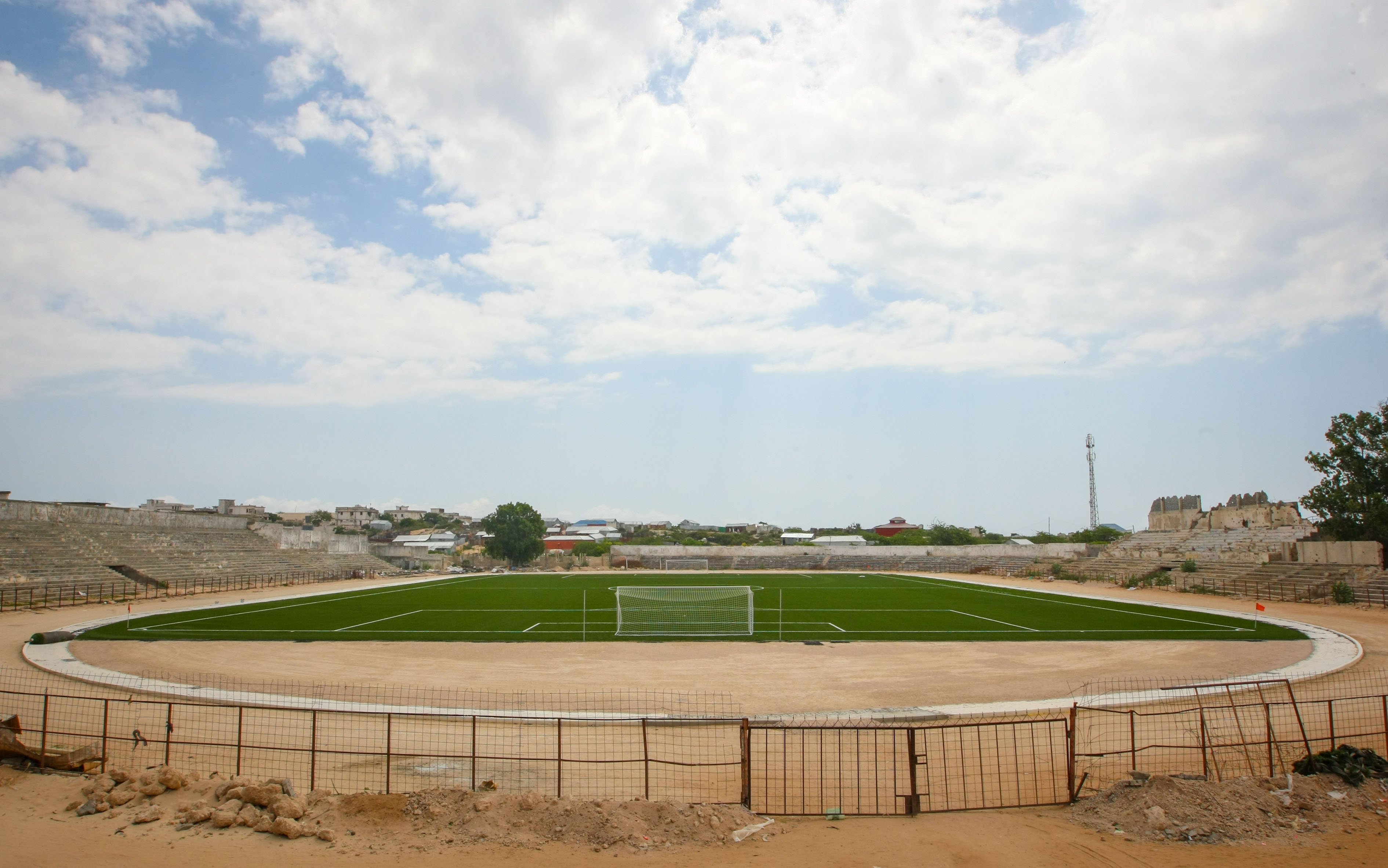
Стадіон Баанадір у 2012
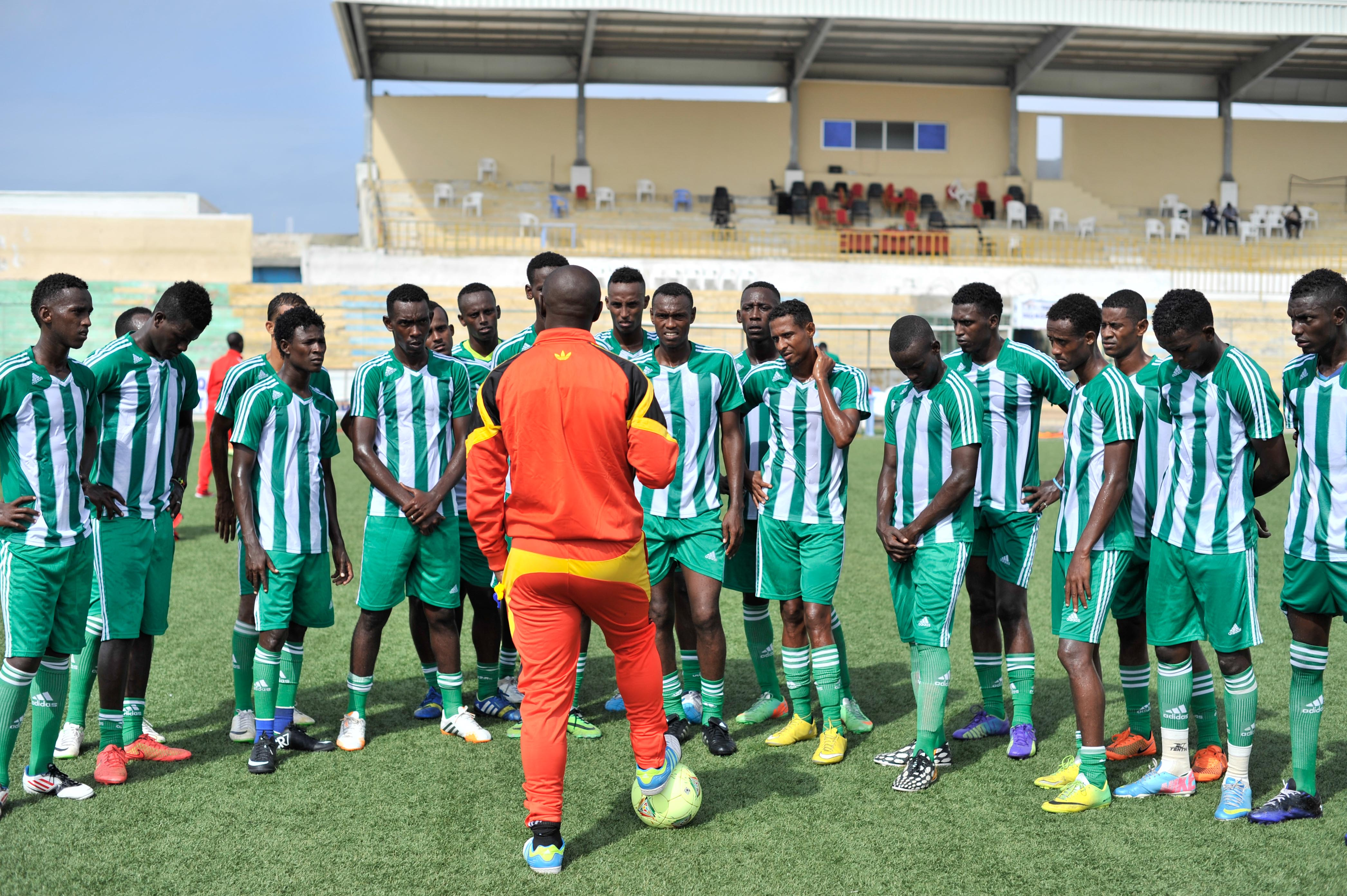
Національна збірна із футболу у 2015 році на стадіоні Баанадір
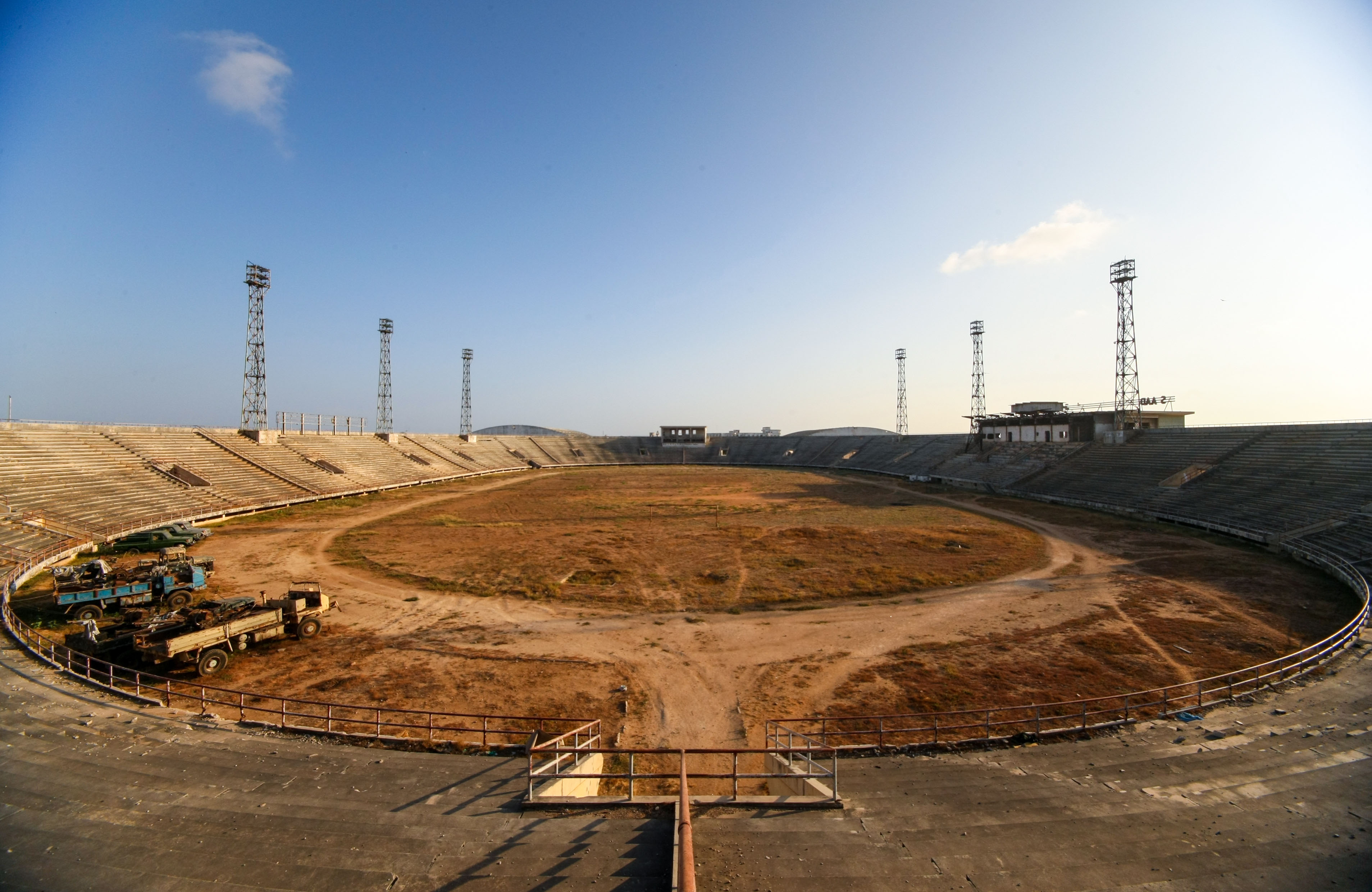
Центральний стадіон

## Уродженці
- Сафія Абді Хаазе (* 1959) — норвезька медсестра і громадська діячка сомалійського походження;
- Аяан Гірсі Алі (* 1969) — нідерландсько-американська активістка сомалійського походження;
- Іман (модель) (* 1955) — сомалійсько-американська топ-модель, вдова Девіда Бові.

## Галерея

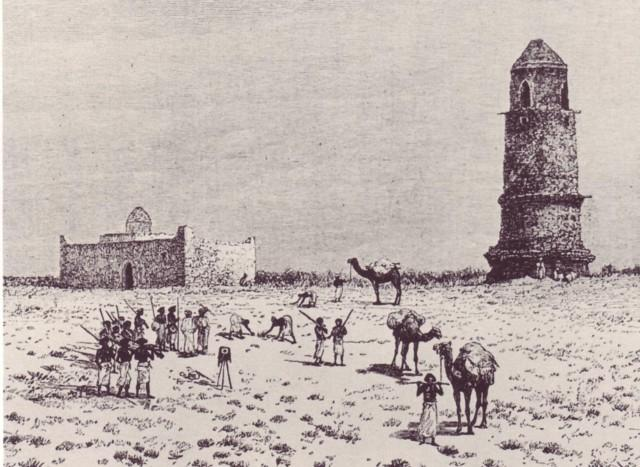
Мечеть Абдул Азіз, 1882
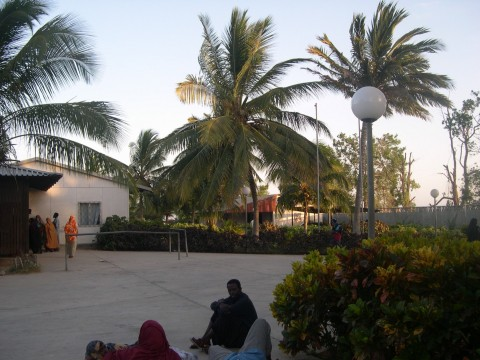
Міський пейзаж, 2005
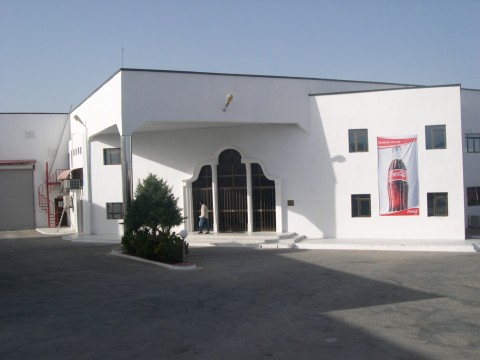
Центральний офіс Національної компанії Сомалі з розливу напоїв (Кока-Кола Сомалі), 2006

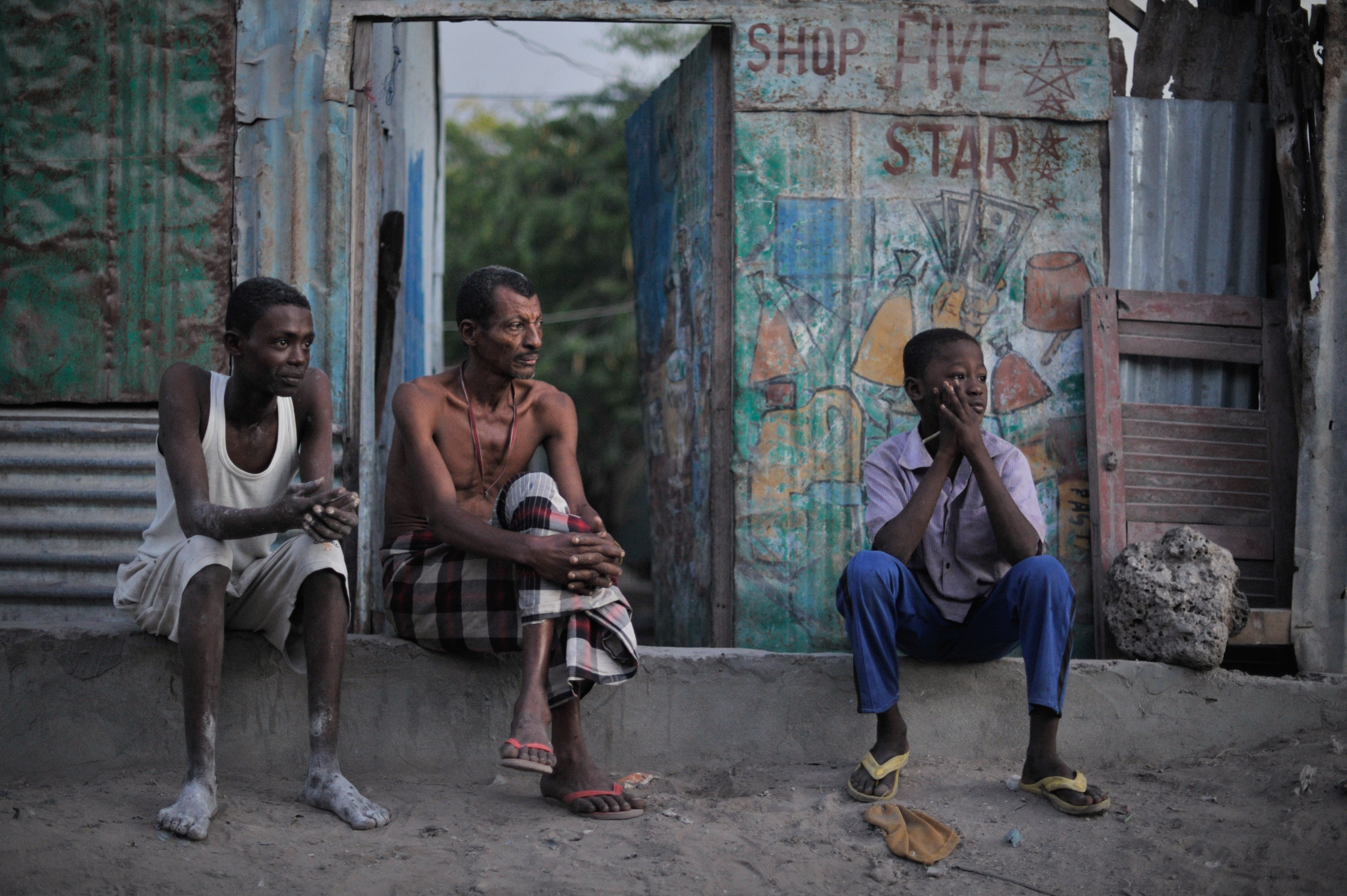
Батько із синами
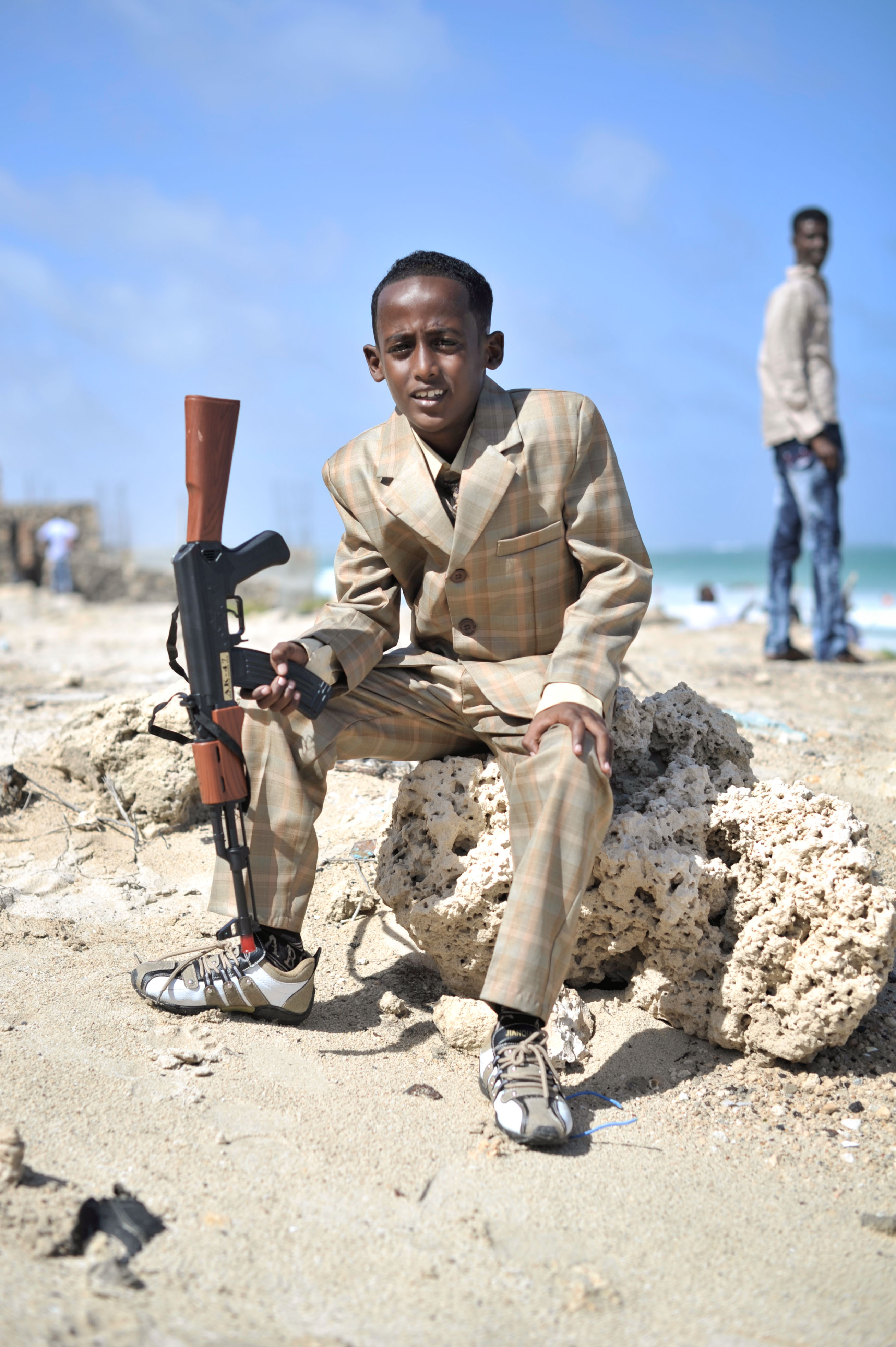
Хлопчик позує із іграшковим автоматом (свято Ейд)
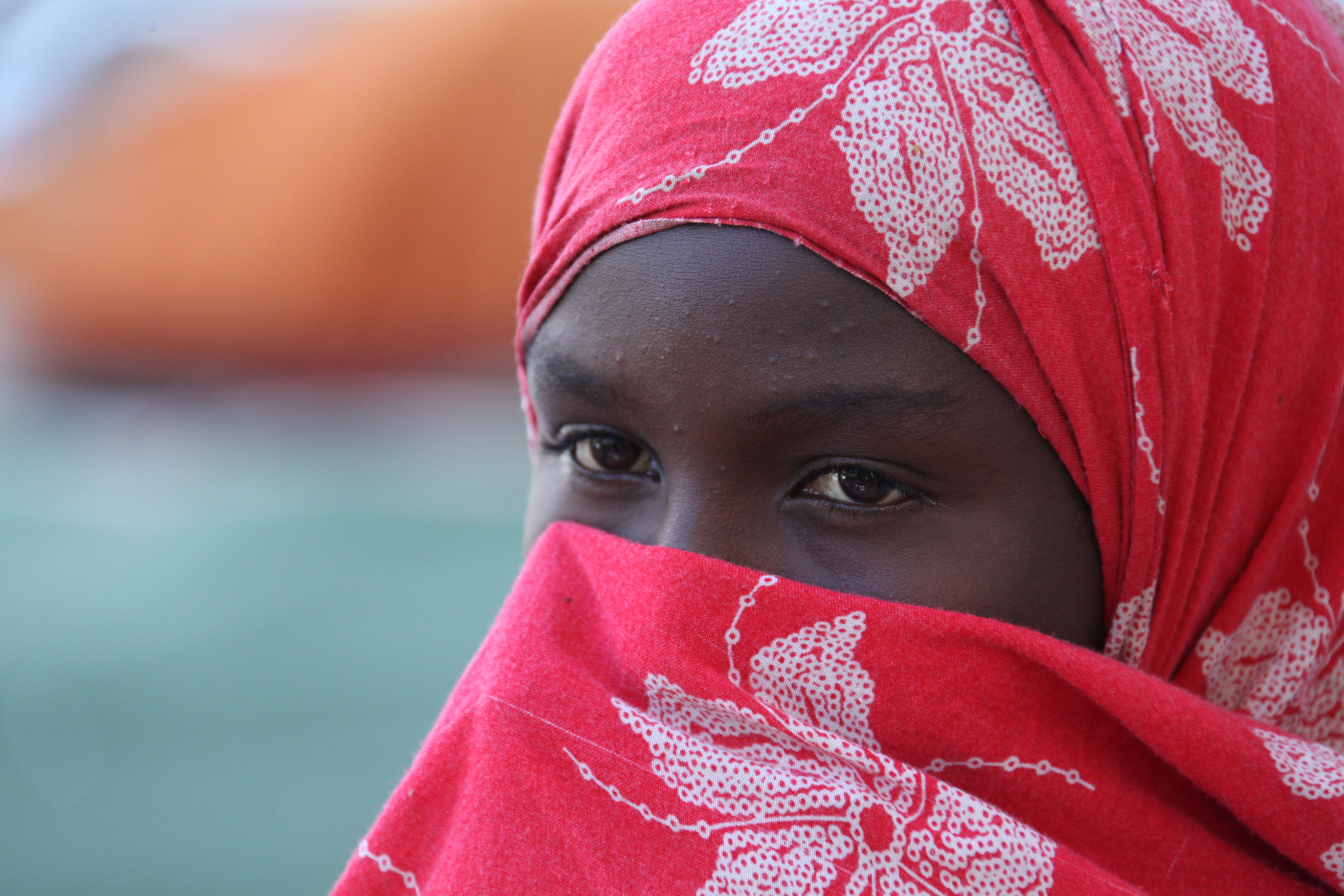
Дівчина
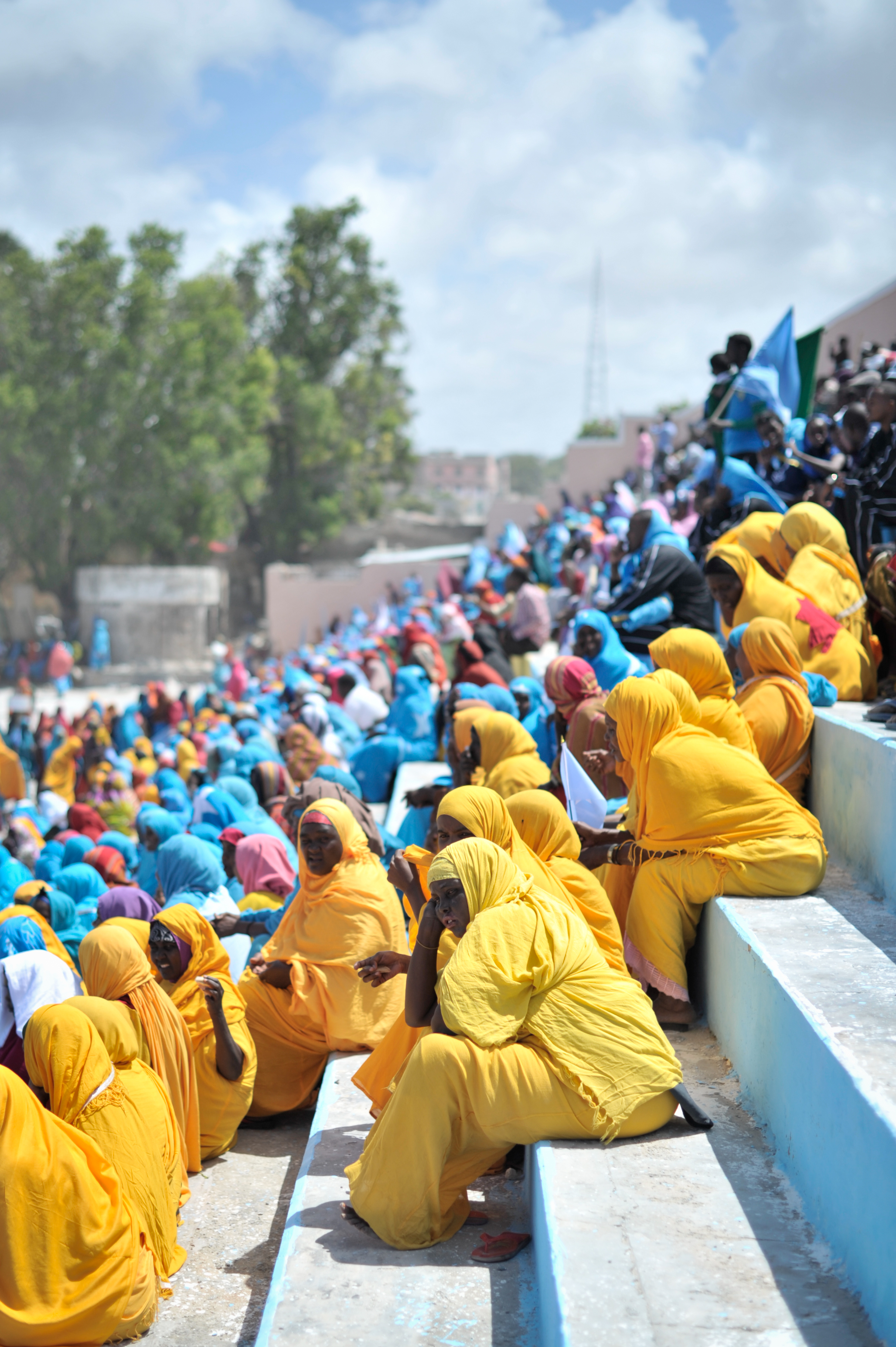
Святкування Дня незалежності (місця для жінок)
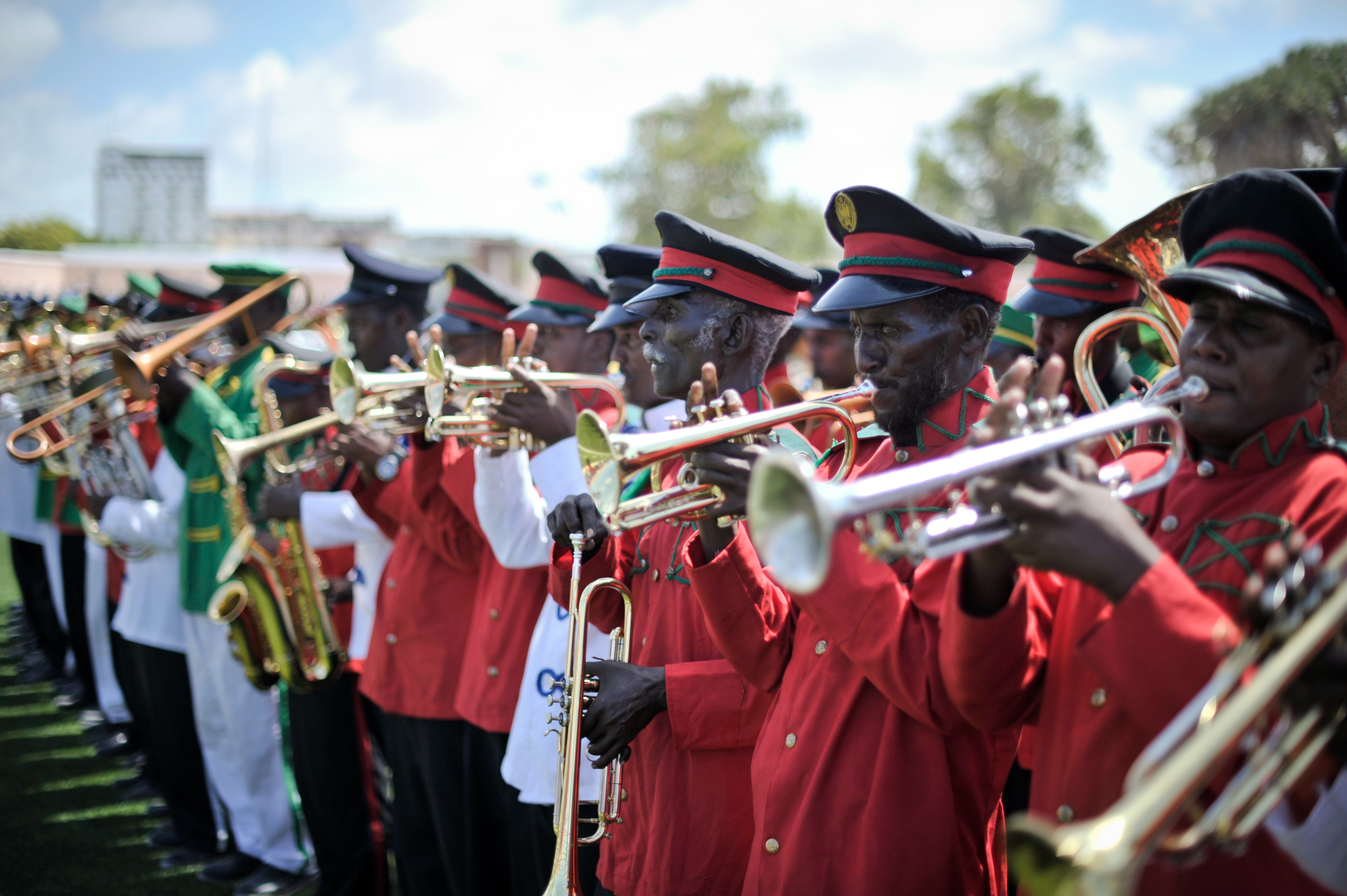
Святкування Дня незалежності (оркестр грає на стадіоні у столиці Могадішу)
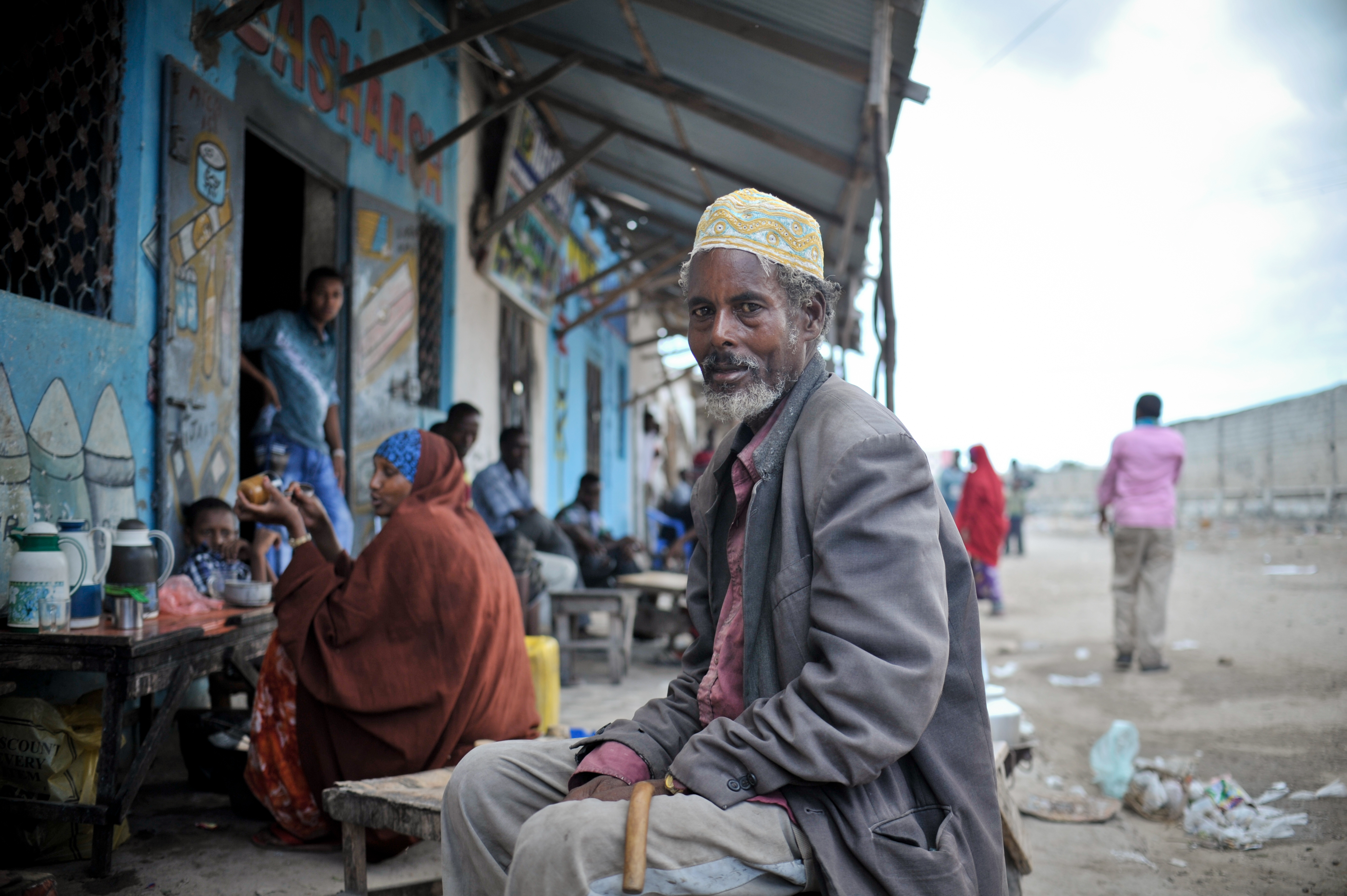
Дідусь біля кафе
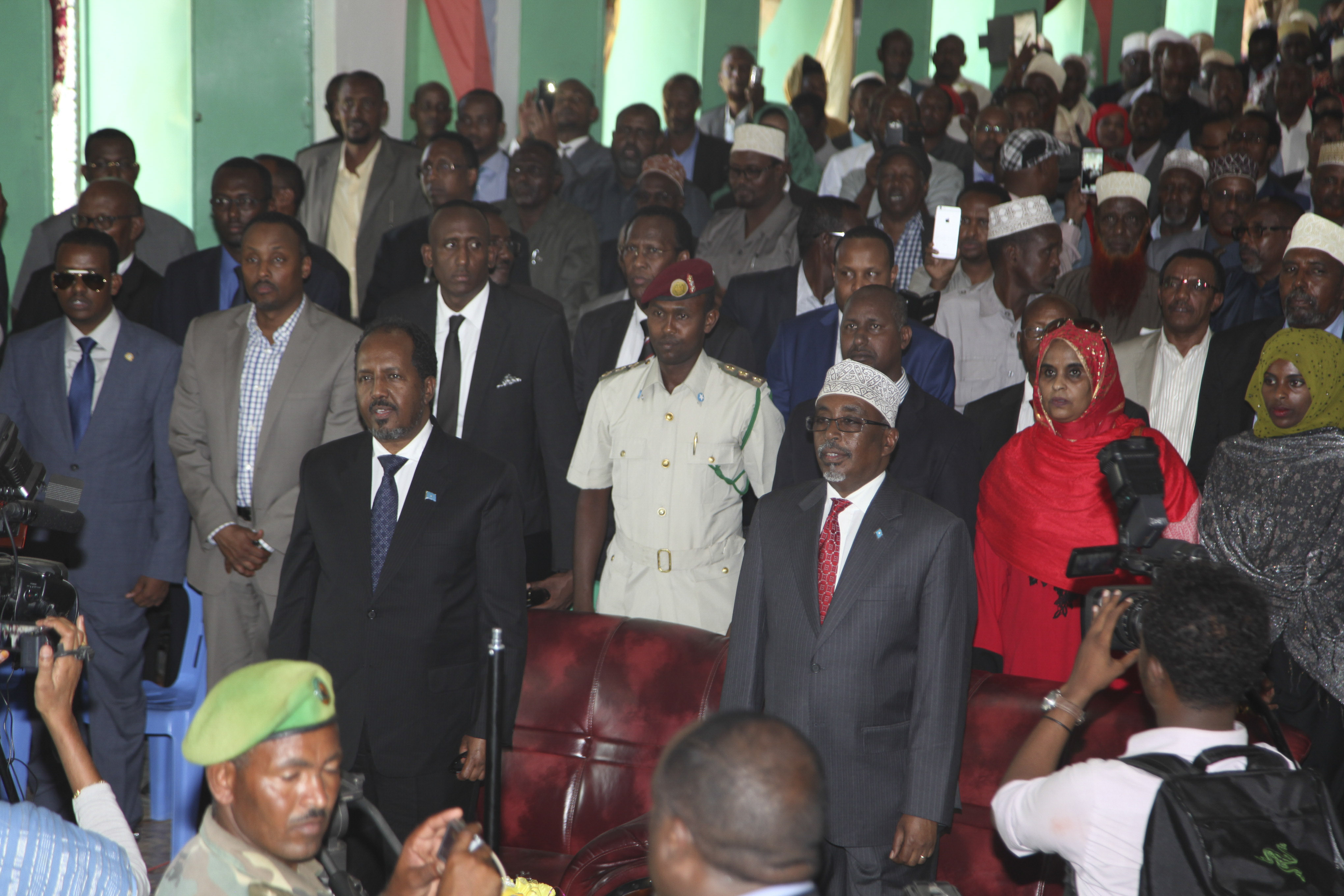
Церемонія інавгурації президента Хасаа Шейх Махмуда у 2014
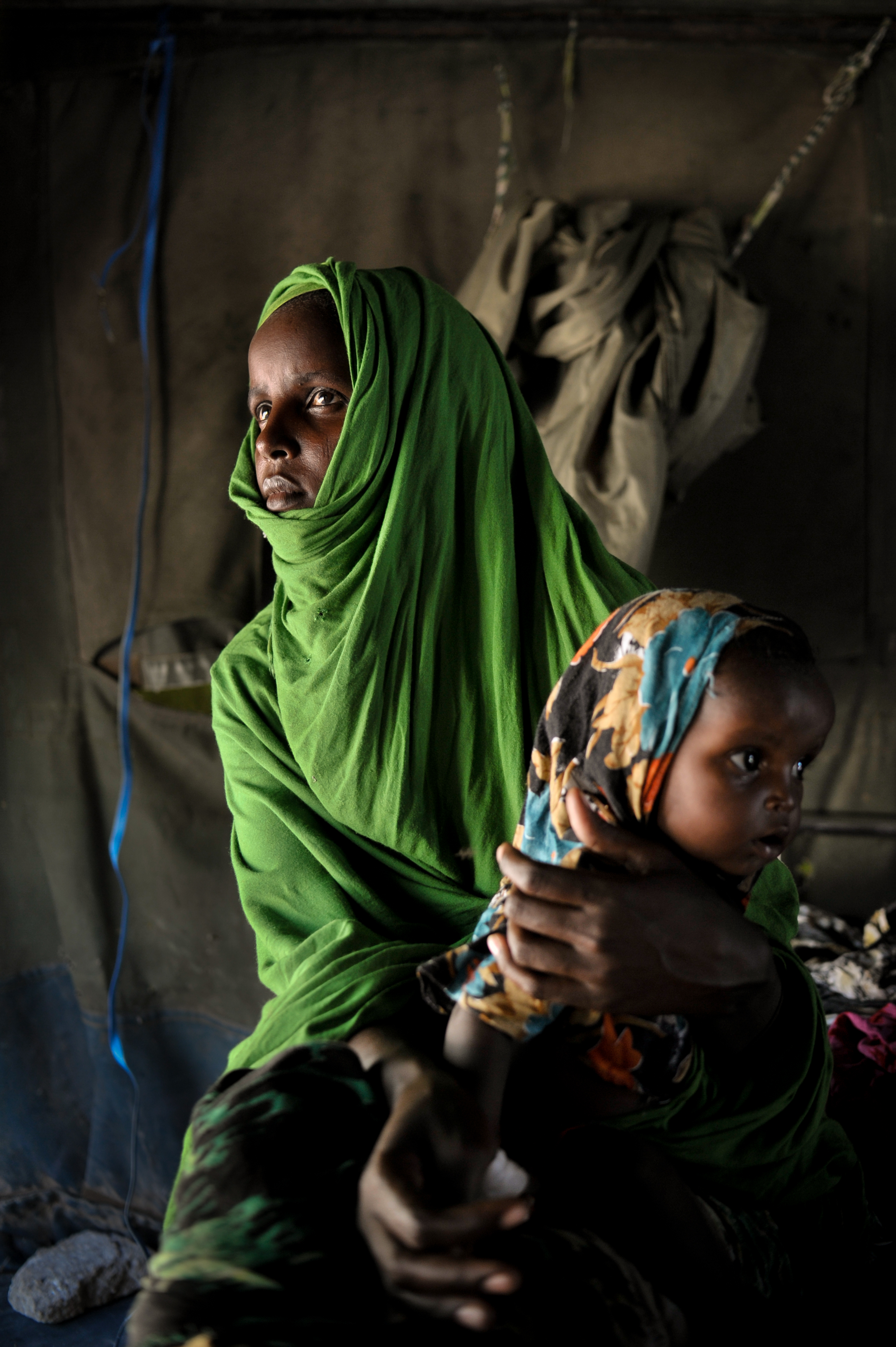
Мати із дочкою в лікарні
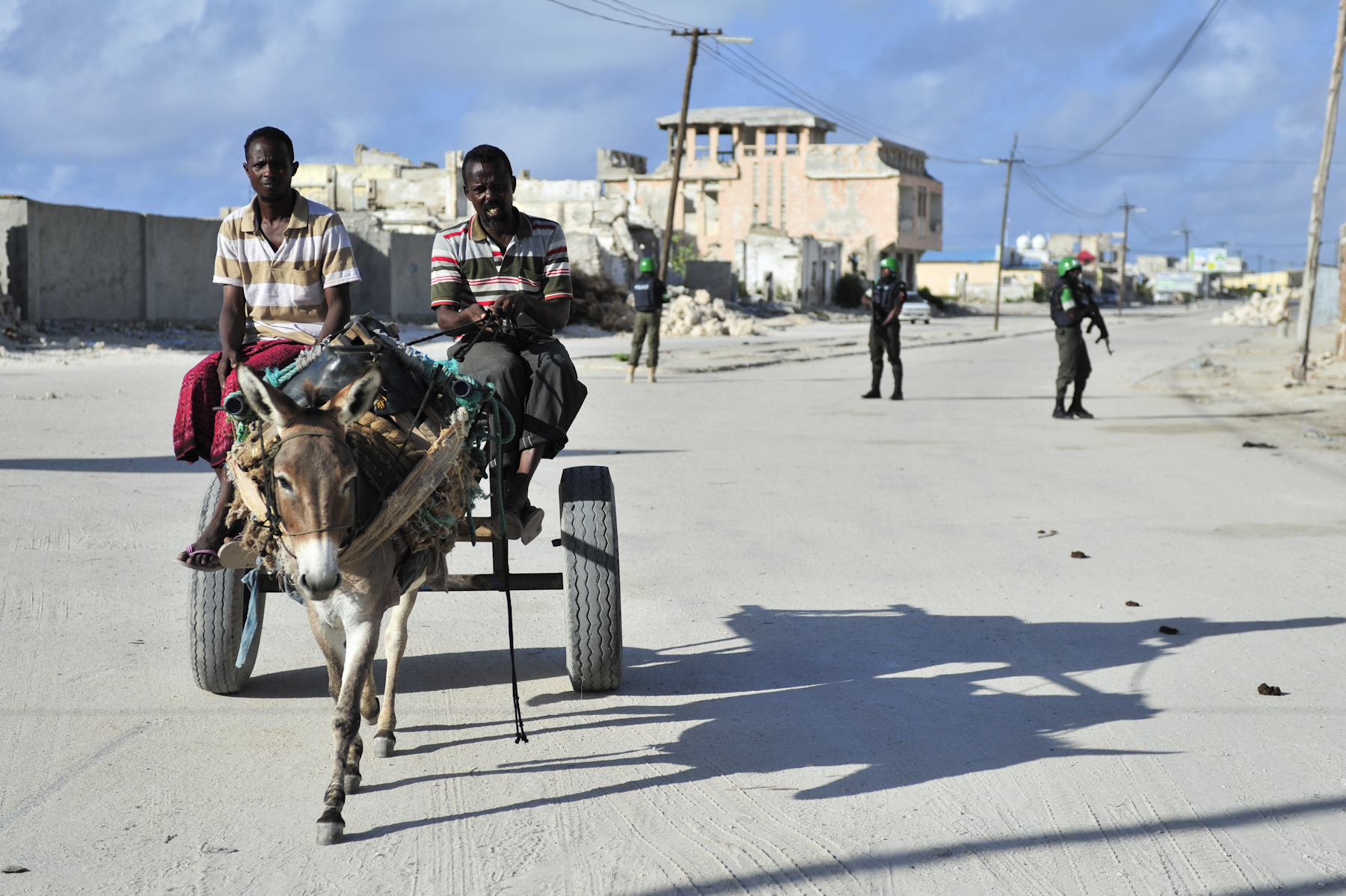
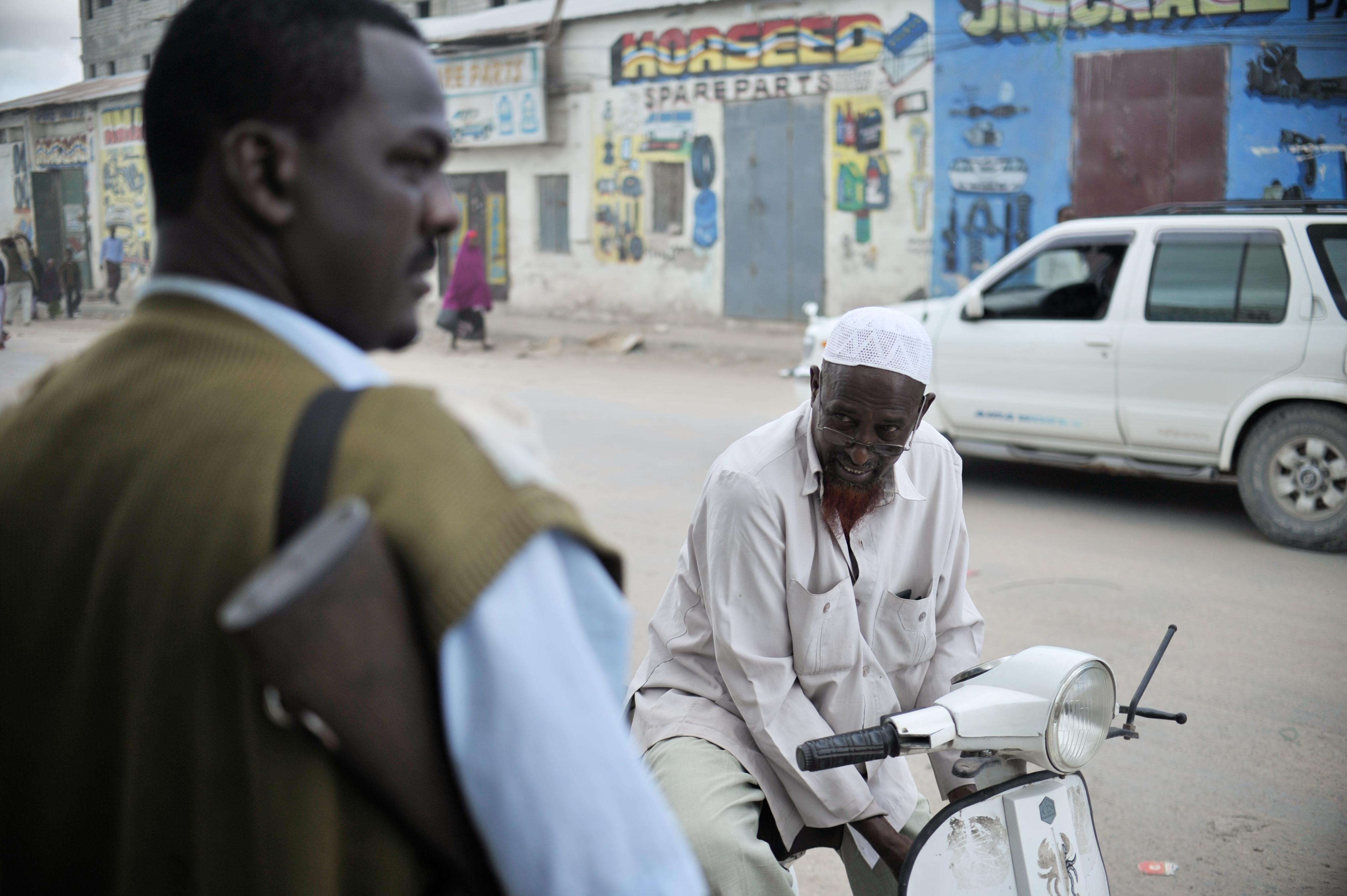
Патруль
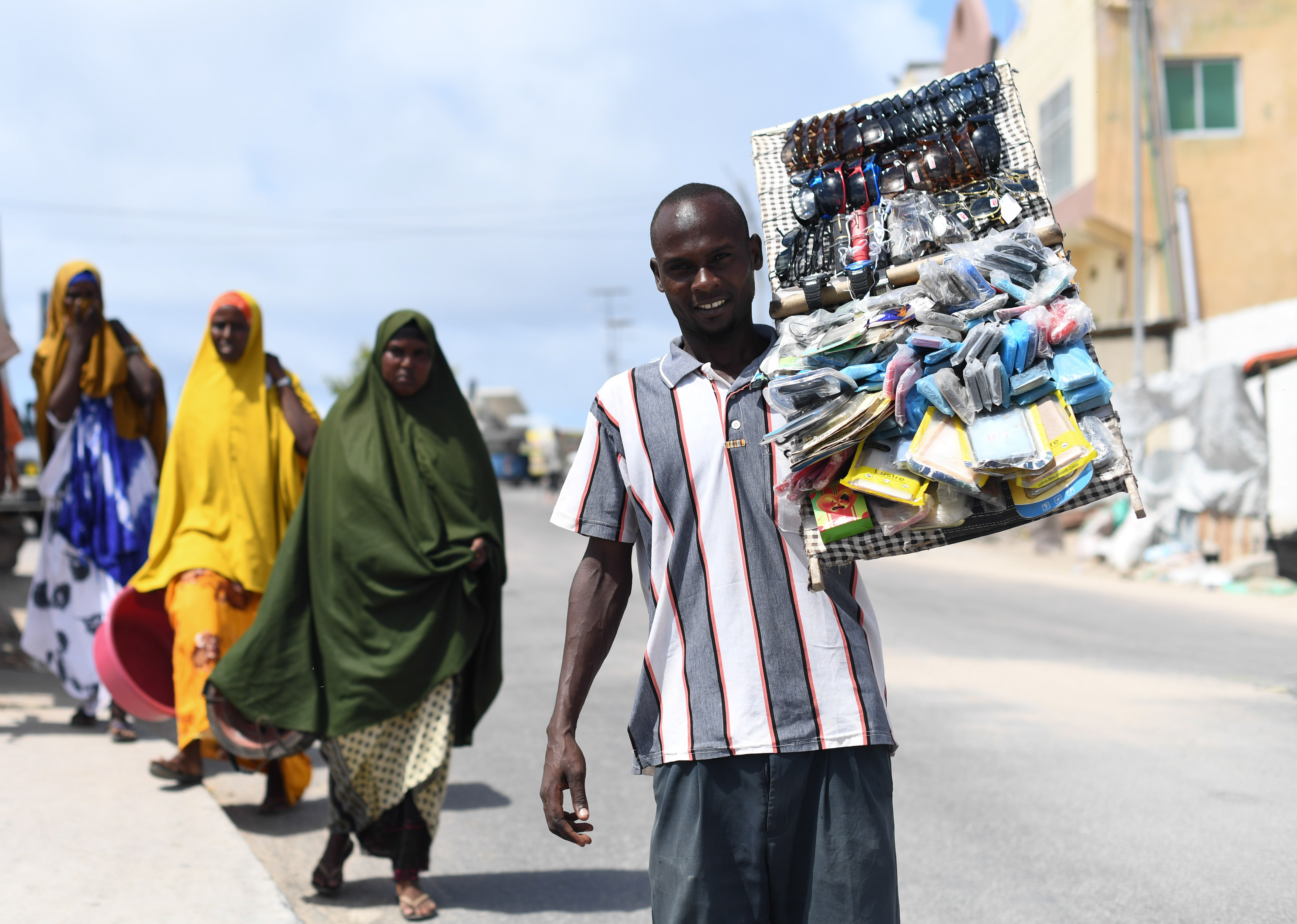
Вуличний торгівець
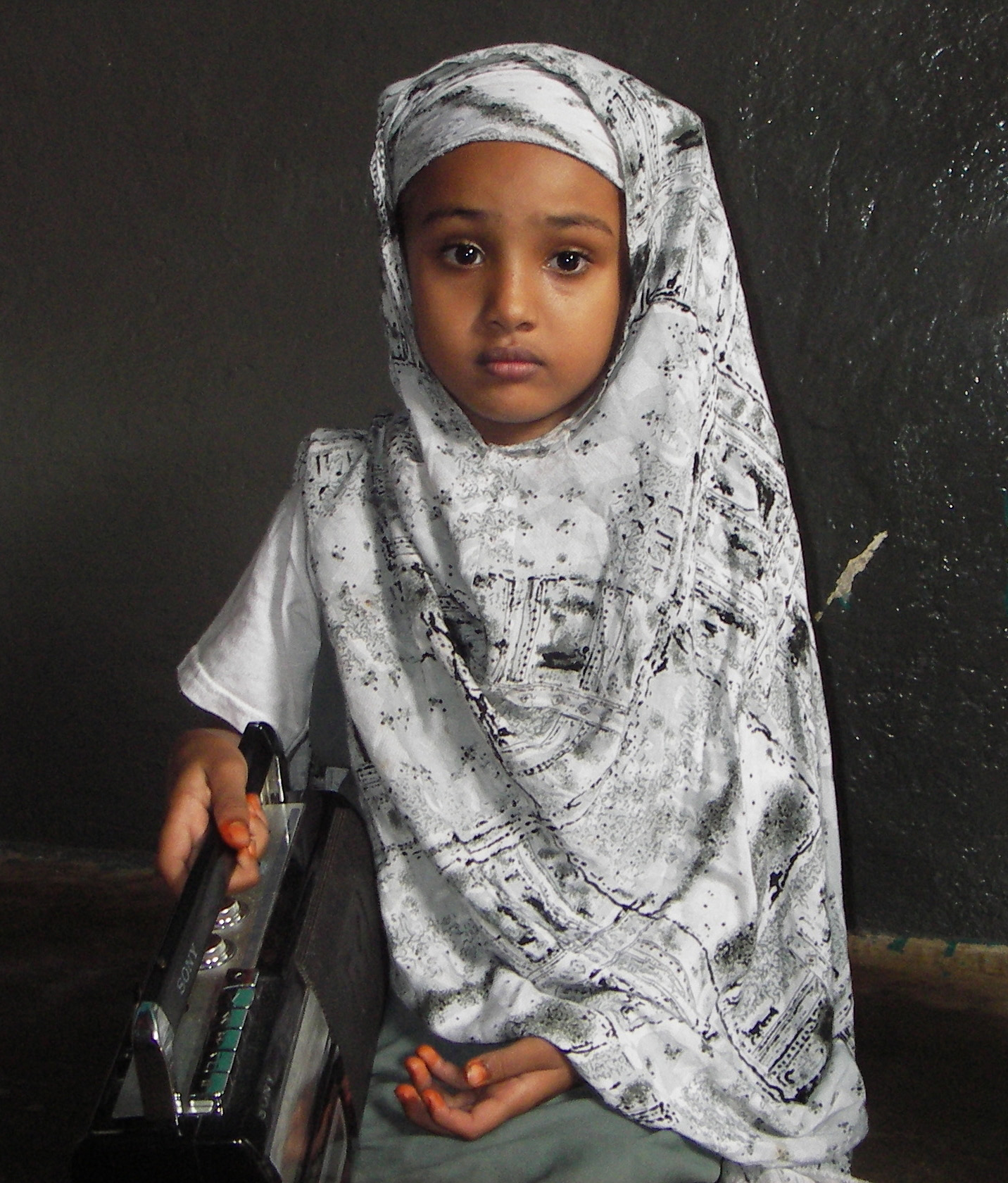
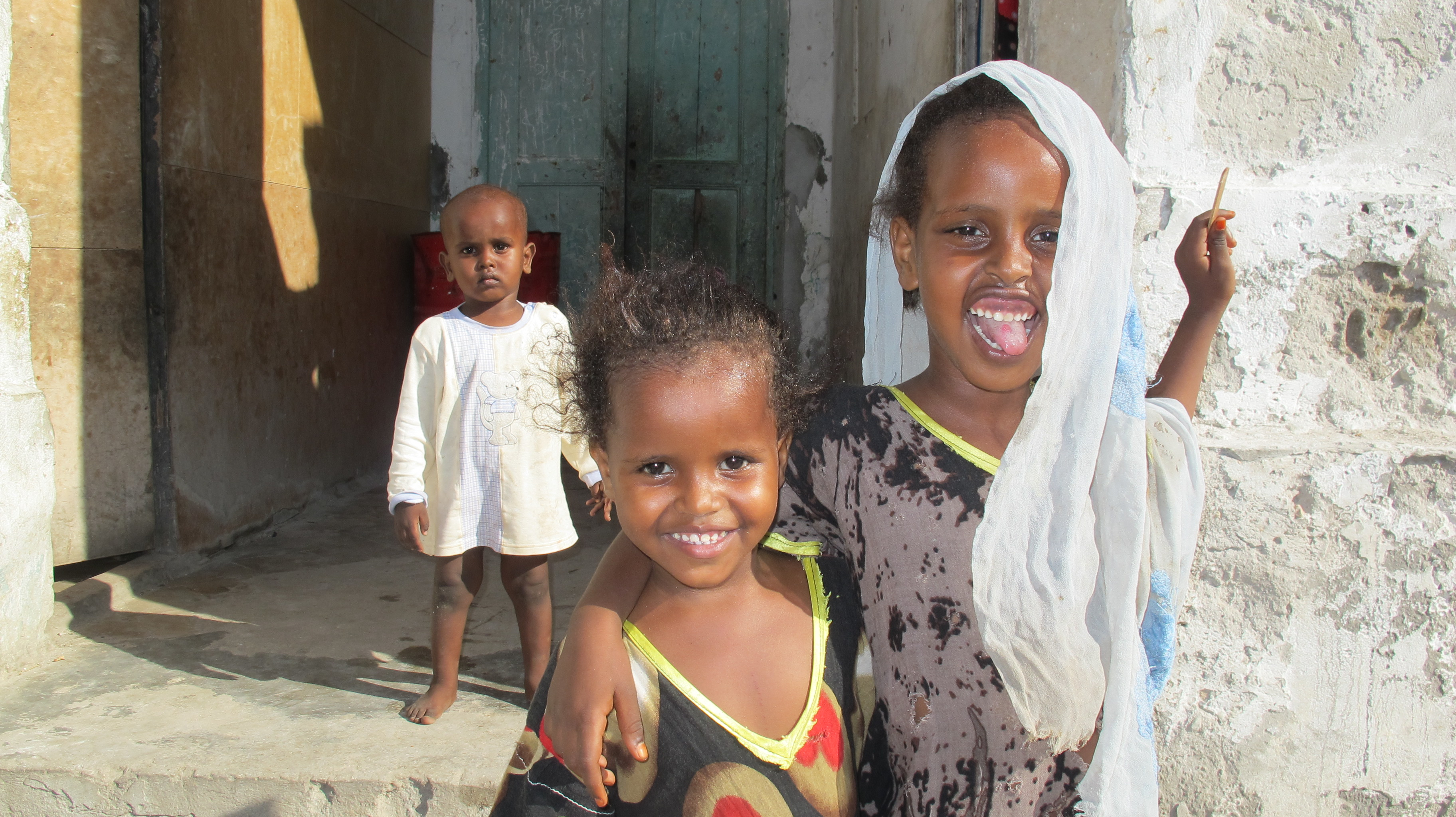
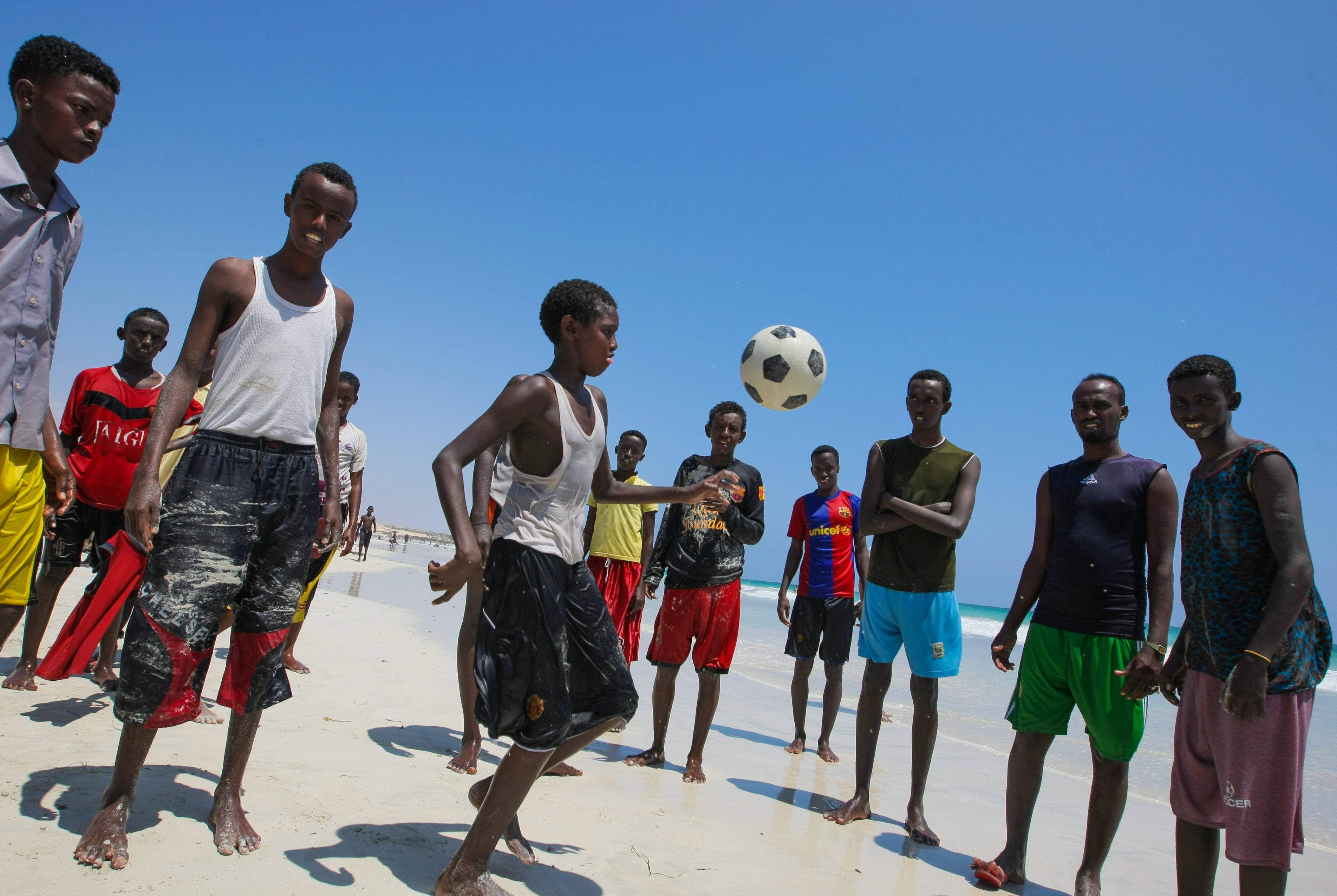
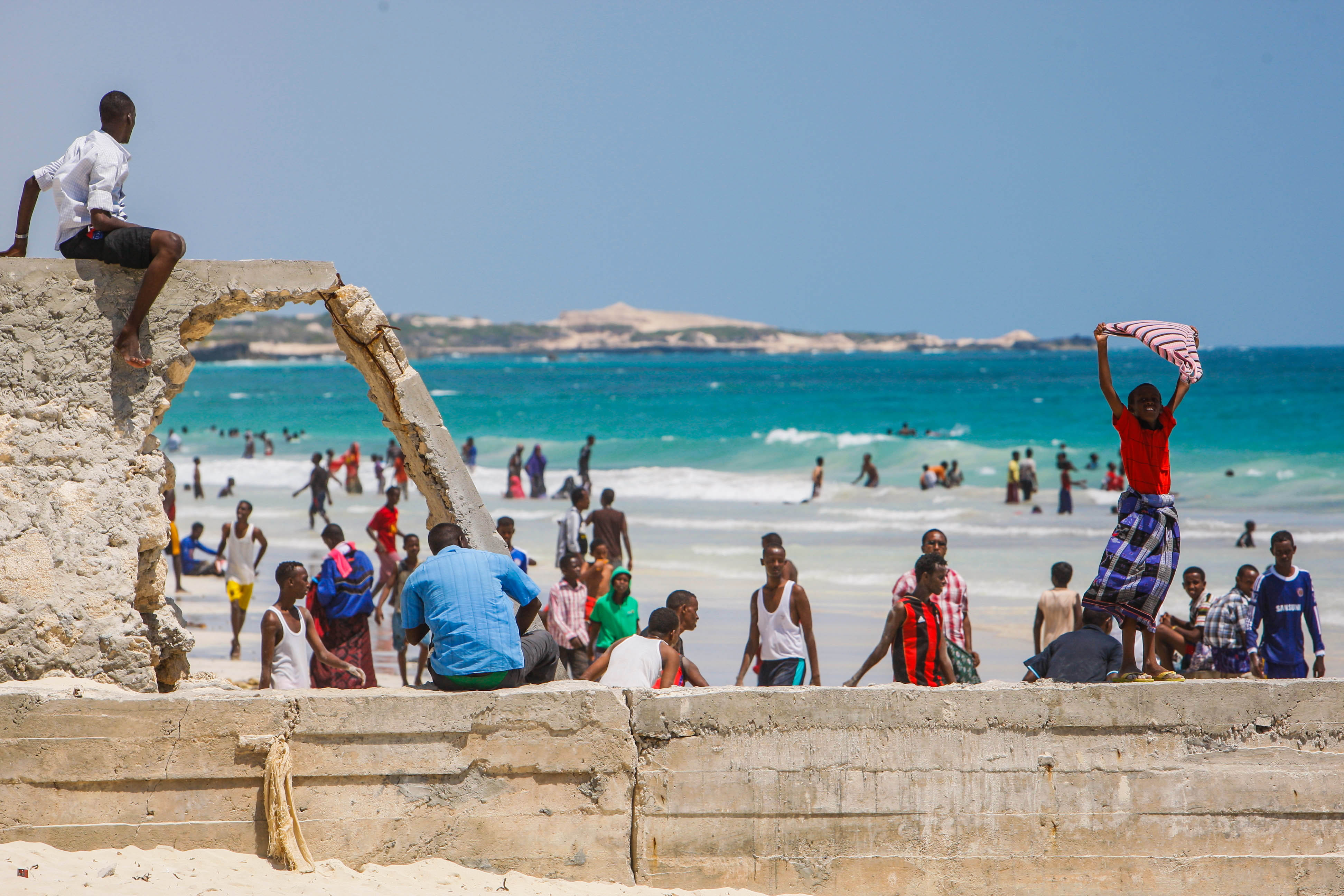
Пляж Лідо
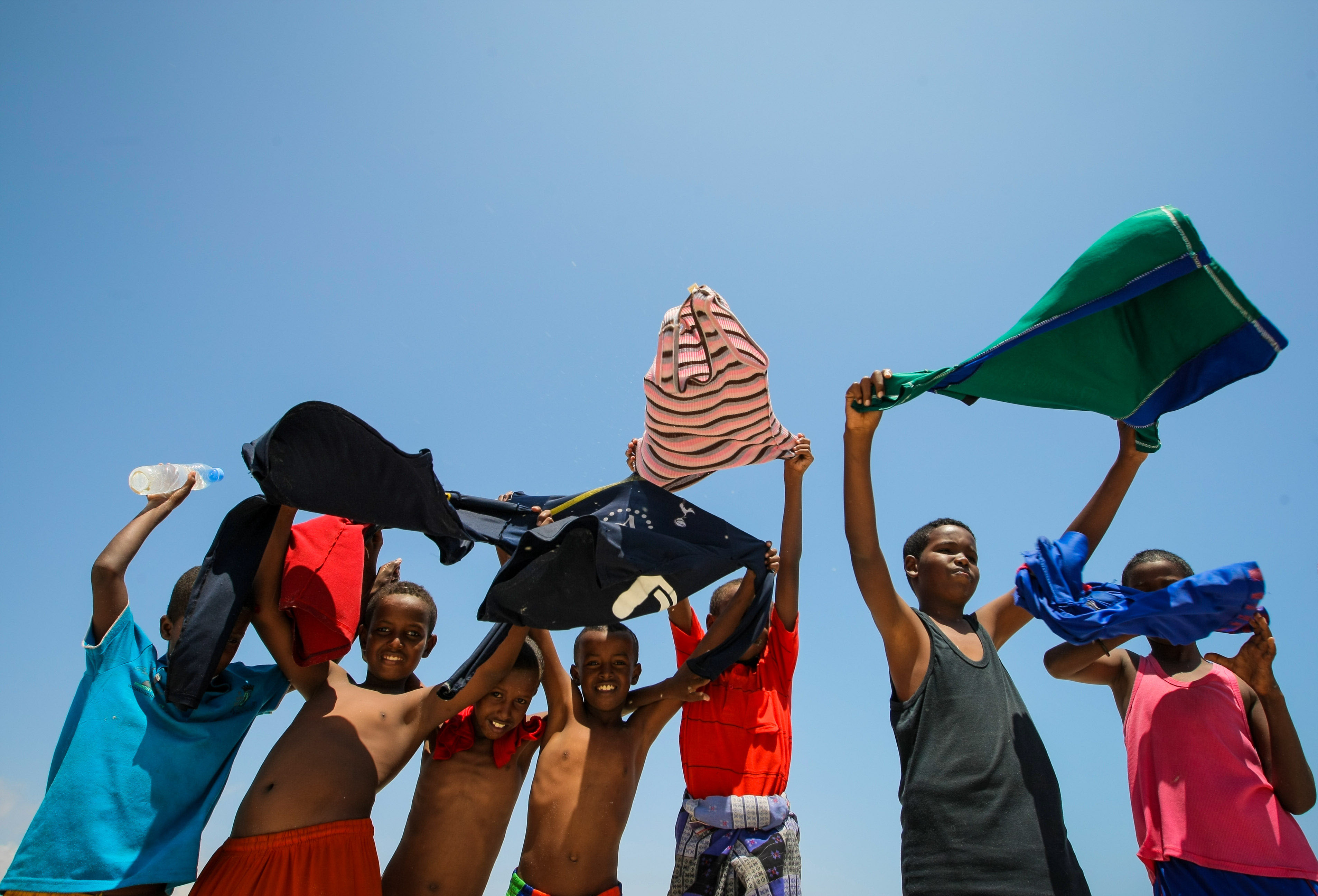
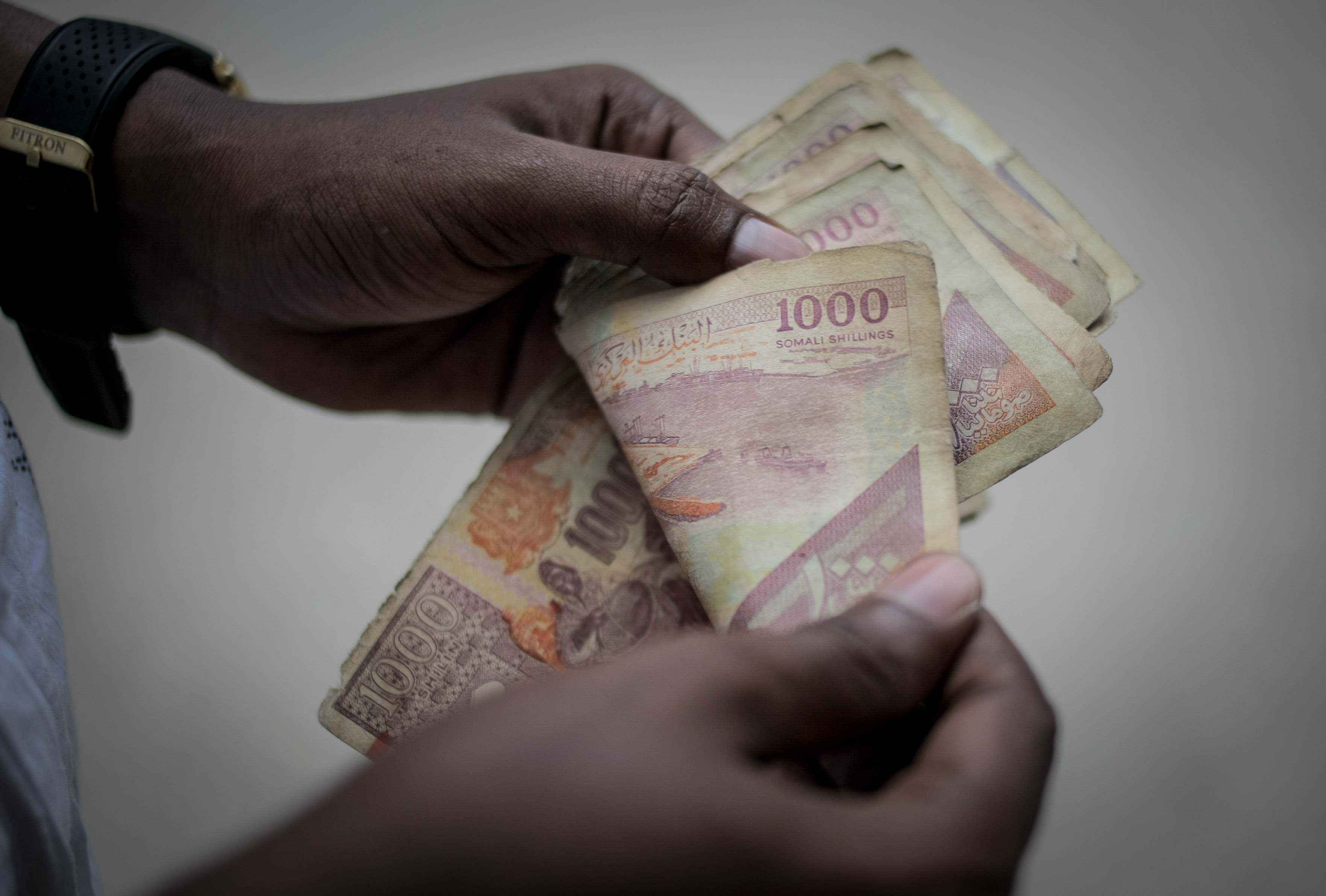
Сомалійські шилінги
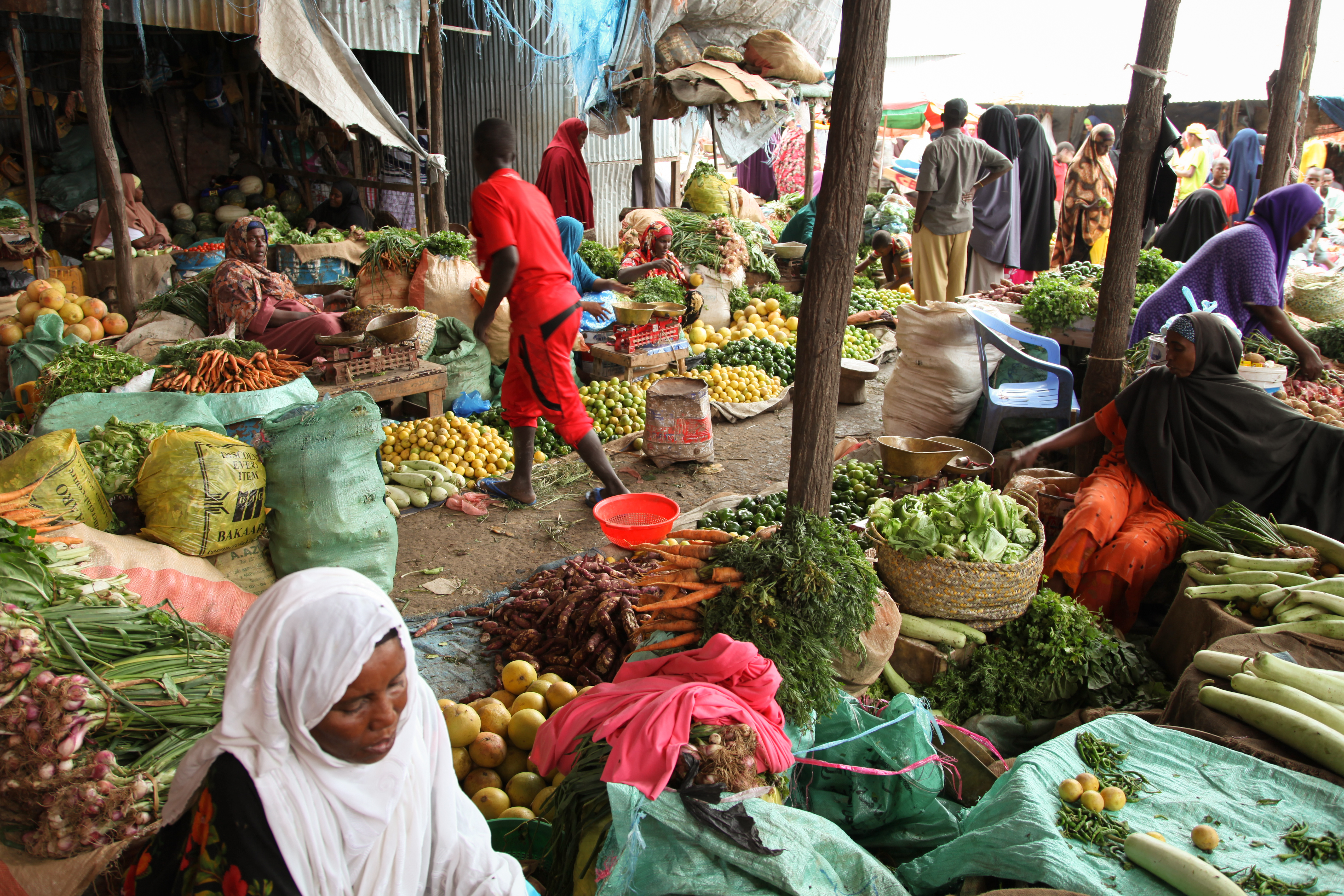
Базар
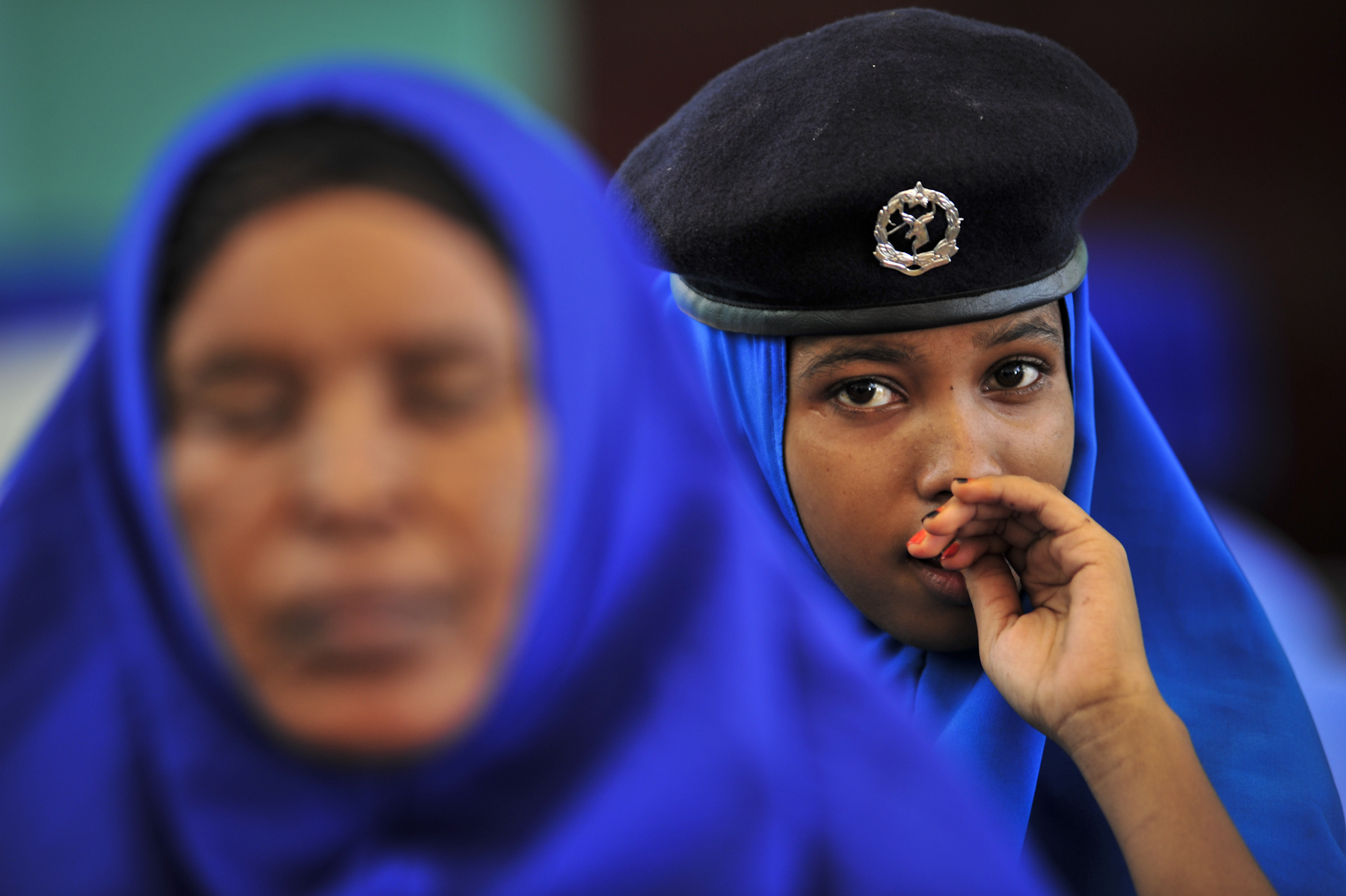
Жінки-поліцейські